# 厚別区
厚別区（あつべつく）は、札幌市の行政区。

## 地理
厚別区は札幌市10区の中では最も面積の小さな区である。標高7 mほどの平野部と標高40 mほどの丘陵部に分かれており、丘陵部は地質学的に野津幌川を境に北側を「野幌丘陵」、南側を「厚別台地」と呼ばれている。江別市と北広島市にかけてある「道立自然公園野幌森林公園」は、日本国内では数少ない大都市近郊においてまとまった森林（平地林）が残されている。
- 河川：厚別川、三里川、野津幌川、小野津幌川

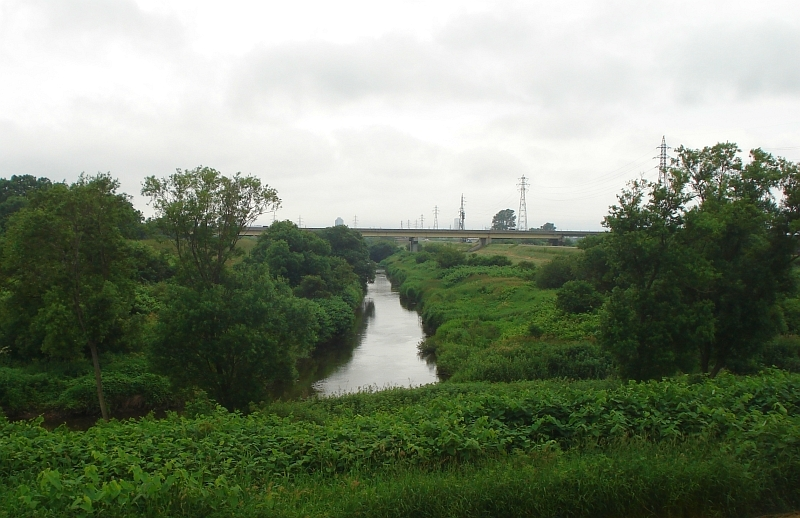
厚別川（2011年6月）

### 気候
気候は札幌の都心部と比べて季節風（モンスーン）が強く、降雨・降雪量ともに多い傾向になっている。

## 歴史
「厚別区の年表」参照
- 1882年（明治15年）：官営幌内鉄道（札幌—幌内）開通。
- 1883年（明治16年）：河西由造らが白石村内の現在の厚別駅付近、中沢兼三郎ら現在の厚別東に入植。
- 1885年（明治18年）：安住勘五郎と駒林鉄五郎らが白石村内の現在の大谷地、小ヶ口石松らが現在の上野幌、石松弥七と小ヶ口石太郎が現在の厚別町下野幌に入植。
- 1889年（明治22年）：秋本槌五郎が白石村内の現在の厚別町小野幌に入植。
- 1890年（明治23年）：江別街道（札幌—江別、現在の国道12号の前身）完成。
- 1894年（明治27年）：厚別（あしりべつ）川のやや東に厚別駅開設。駅名の読みを「あつべつ」とした。
- 1902年（明治35年）：白石村と上白石村が合併し、白石村となる。
- 1909年（明治42年）：小樽の山本久右衛門が山本地区開墾着手。
- 1913年（大正02年）：小野幌地区の一部を江別村（現在の江別市）から白石村に編入。
- 1926年（大正15年）：大谷地駅、野津幌駅（現在の上野幌駅）開設。
- 1944年（昭和19年）：北海道陸軍兵器補給廠厚別弾薬庫設置（1969年移転完了）。
- 1950年（昭和25年）：白石村と札幌市が合併。札幌市役所白石支所厚別分室開設。
- 1958年（昭和33年）：ひばりが丘団地造成開始（1966年完了）。
- 1962年（昭和37年）：下野幌第1団地（現在の青葉町団地）造成開始（1968年完了）。北星学園大学開校。
- 1967年（昭和42年）：下野幌第2団地造成開始（1981年完了）。
- 1968年（昭和43年）：野幌森林公園が道立公園指定（道立自然公園野幌森林公園）。下野幌第3団地（現在のもみじ台団地）造成開始（1980年完了）。
- 1970年（昭和45年）：北海道百年記念塔完成。
- 1971年（昭和46年）：北海道開拓記念館開館（2015年にリニューアルし、北海道博物館と改称）。
- 1972年（昭和47年）：札幌市が政令指定都市に移行し、行政区制施行。白石区となる。「厚別副都心開発基本計画」策定。
- 1973年（昭和48年）：白石区厚別出張所移転。新札幌駅開設。千歳線（北広島—白石）複線化。
- 1974年（昭和49年）：白石サイクリングロード（現在の北海道道1148号札幌恵庭自転車道線）開通（2004年に北広島市まで延伸、2008年に厚別区間の愛称が「陽だまりロード」となる）。南郷通全線開通。
- 1976年（昭和51年）：札幌市厚別温水プールオープン（2004年現在地に移転）。札幌市営地下鉄東西線（琴似—白石）開業。
- 1977年（昭和52年）：サンピアザショッピングセンターオープン。
- 1979年（昭和54年）：道央自動車道（北広島—大谷地）開通。
- 1980年（昭和55年）：雪印スケートセンターオープン（2001年閉鎖）[3]。
- 1981年（昭和56年）：札幌市白石区体育館（現在の札幌市厚別区体育館）開館。札幌市青少年科学館開館。
- 1982年（昭和57年）：大谷地バスターミナル開設。地下鉄東西線が新さっぽろ駅まで延伸。サンピアザ水族館オープン。
- 1983年（昭和58年）：北海道開拓の村オープン。
- 1984年（昭和59年）：森林公園駅開設。
- 1986年（昭和61年）：札幌市エレクトロニクスセンターオープン。
- 1987年（昭和62年）：札幌市第2白石区民センター（現在の札幌市厚別区民センター）・札幌市厚別図書館開館。札幌厚別公園競技場完成。
- 1989年（平成元年）：白石区から分区し、厚別区となる。
- 1990年（平成02年）：新さっぽろ駅ターミナルビル北棟（デュオ-1）オープン、新札幌バスターミナル開設。
- 1992年（平成04年）：新さっぽろ駅ターミナルビル南棟（デュオ-2）オープン。
- 1996年（平成08年）：札幌市厚別区土木センター開設。
- 2009年（平成21年）：札幌市リユースプラザ開設。厚別をイメージした歌「またここであいましょう」制作[4]。
- 2013年（平成25年）：大谷地駅前通全線開通。
- 2015年（平成27年）：「新さっぽろ駅周辺地区まちづくり計画」策定。[注釈 1]
- 2023年（令和 5年）   :  新札幌駅・新さっぽろ駅周辺地域の再開発完了。

### 地名の由来
アイヌ語の「ハシ・ペッ」（カンボクの中を流れる川）、あるいは「アッ・ペッ」（オヒョウダモのある川、または魚のとれる豊かな川）に由来する。

## 人口
- 1990年　112,623
- 1995年　122,738
- 2000年　127,718
- 2005年　129,720
- 2010年　128,492
- 2015年　127,767

## 官公署
国の機関
- 財務省
  - 国税庁札幌国税局札幌東税務署
- 厚生労働省
  - 北海道労働局札幌東労働基準監督署

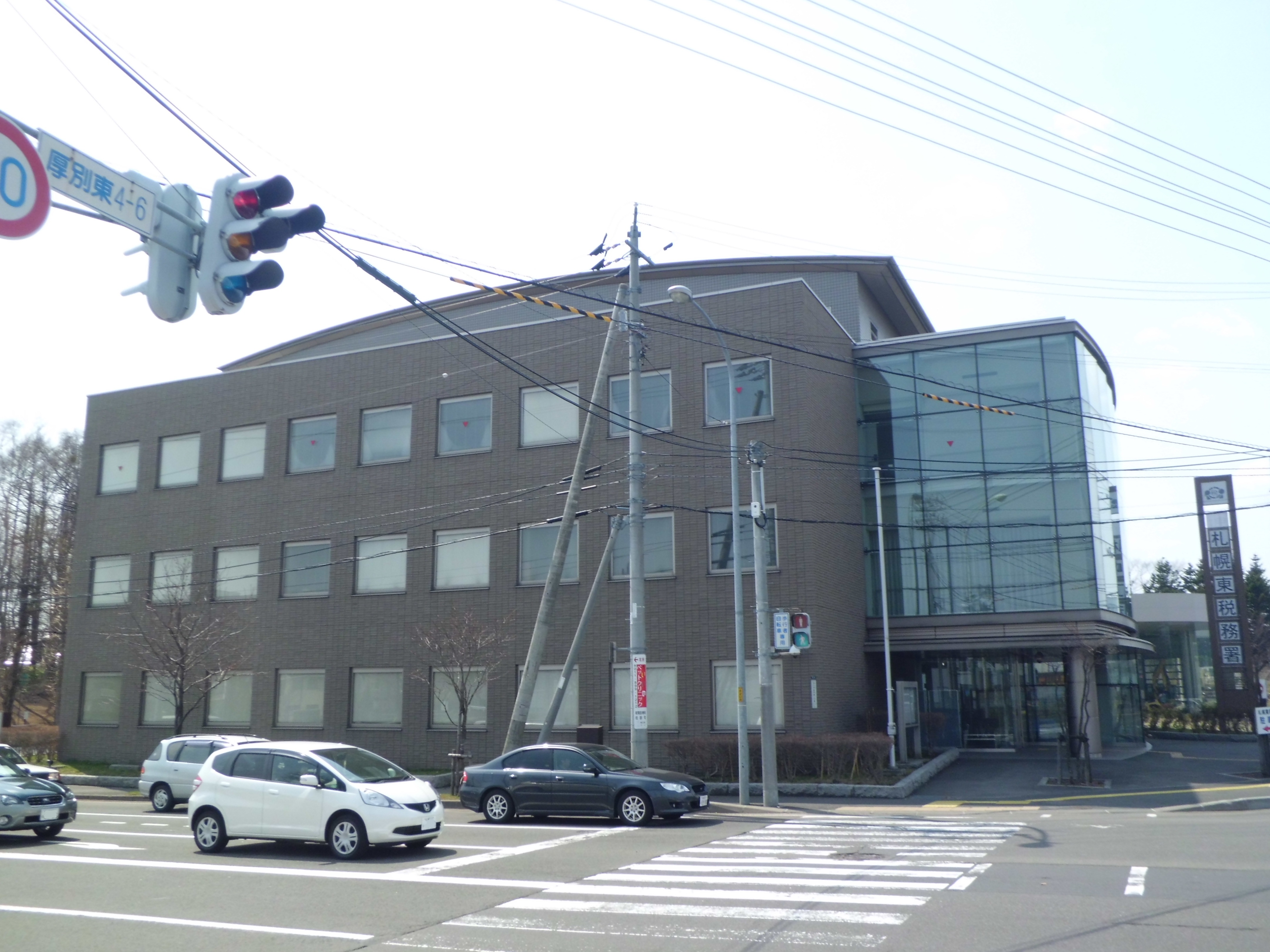
札幌東税務署（2015年4月）

独立行政法人・特殊法人等
- 地域医療機能推進機構札幌北辰病院
  - 健康管理センター
- 日本年金機構新さっぽろ年金事務所
- 東日本高速道路北海道支社

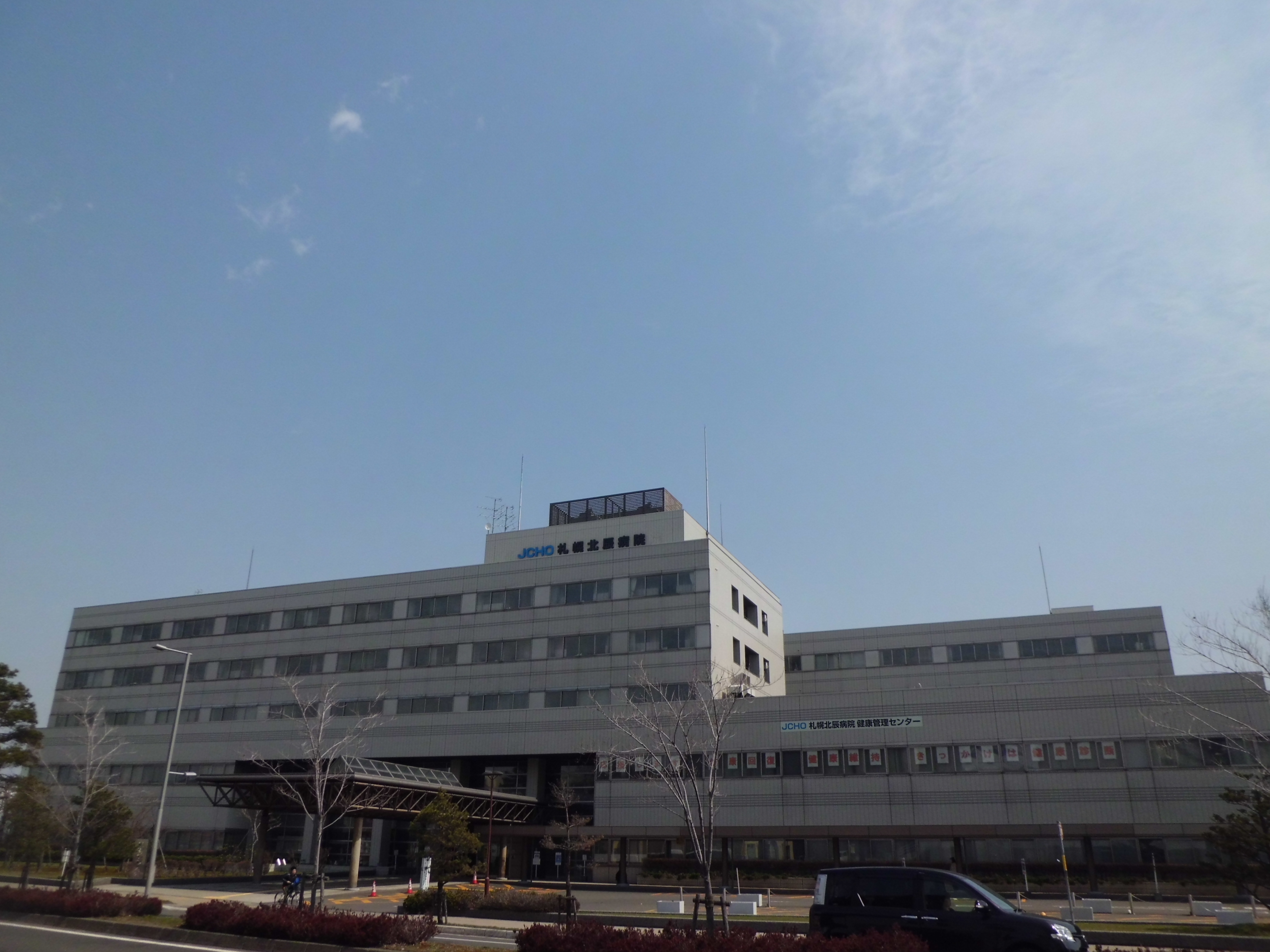
JCHO札幌北辰病院（2015年4月）

## 公共施設
- 札幌市厚別区民センター
- 札幌市厚別保健センター（厚別区役所内）
- 札幌市厚別区土木センター
- 札幌市厚別西地区センター
- 札幌市厚別南地区センター（上野幌小学校内）
- 札幌市東部市税事務所（札幌市交通局内）
- 札幌市厚別老人福祉センター
- 札幌市エレクトロニクスセンター
- あいワーク厚別（厚別区役所内）
- 札幌市交通局
- 札幌市水道局南部水道センター厚別分室
- 札幌市厚別水再生プラザ
- 札幌市厚別下水汚泥コンポスト工場
- 札幌市リユースプラザ
- 札幌市厚別地区リサイクルセンター（リユースプラザ内）
- 山本処理場

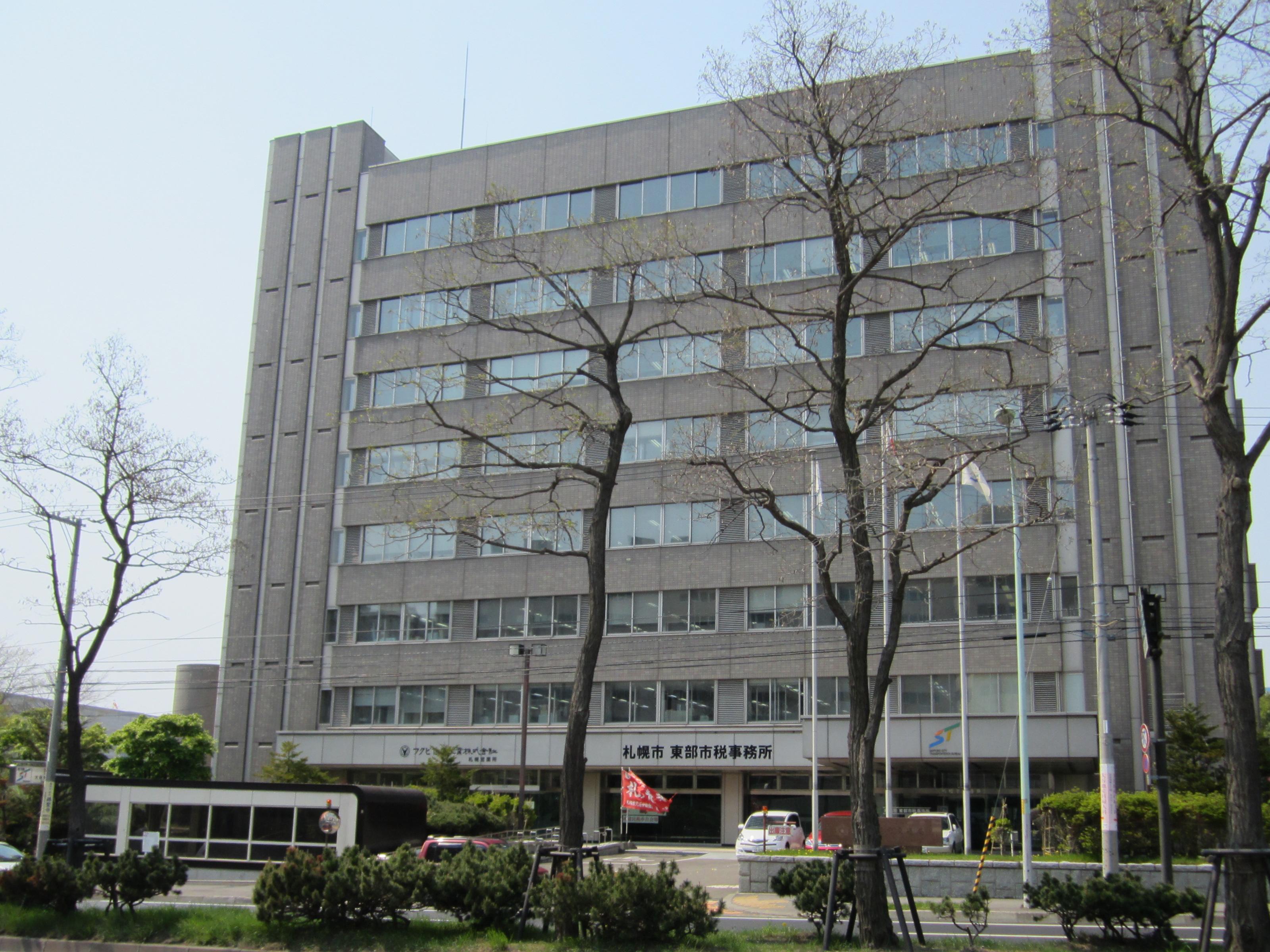
札幌市交通局・札幌市東部市税事務所（2012年5月）
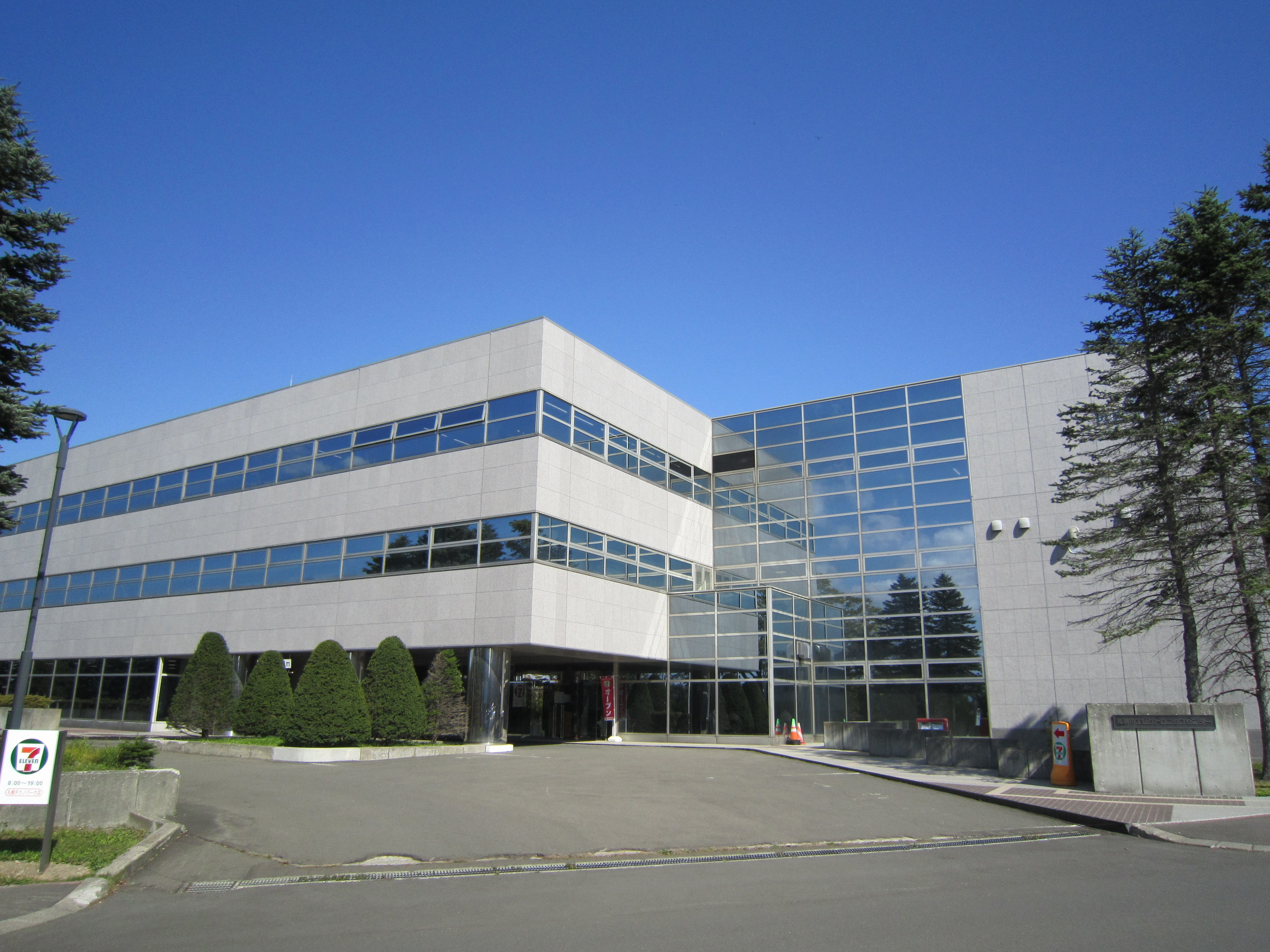
札幌市エレクトロニクスセンター（2020年9月）

### 文化施設
- 札幌市青少年科学館
- サンピアザ水族館
- 北海道博物館
- 北海道開拓の村
- 札幌市厚別図書館

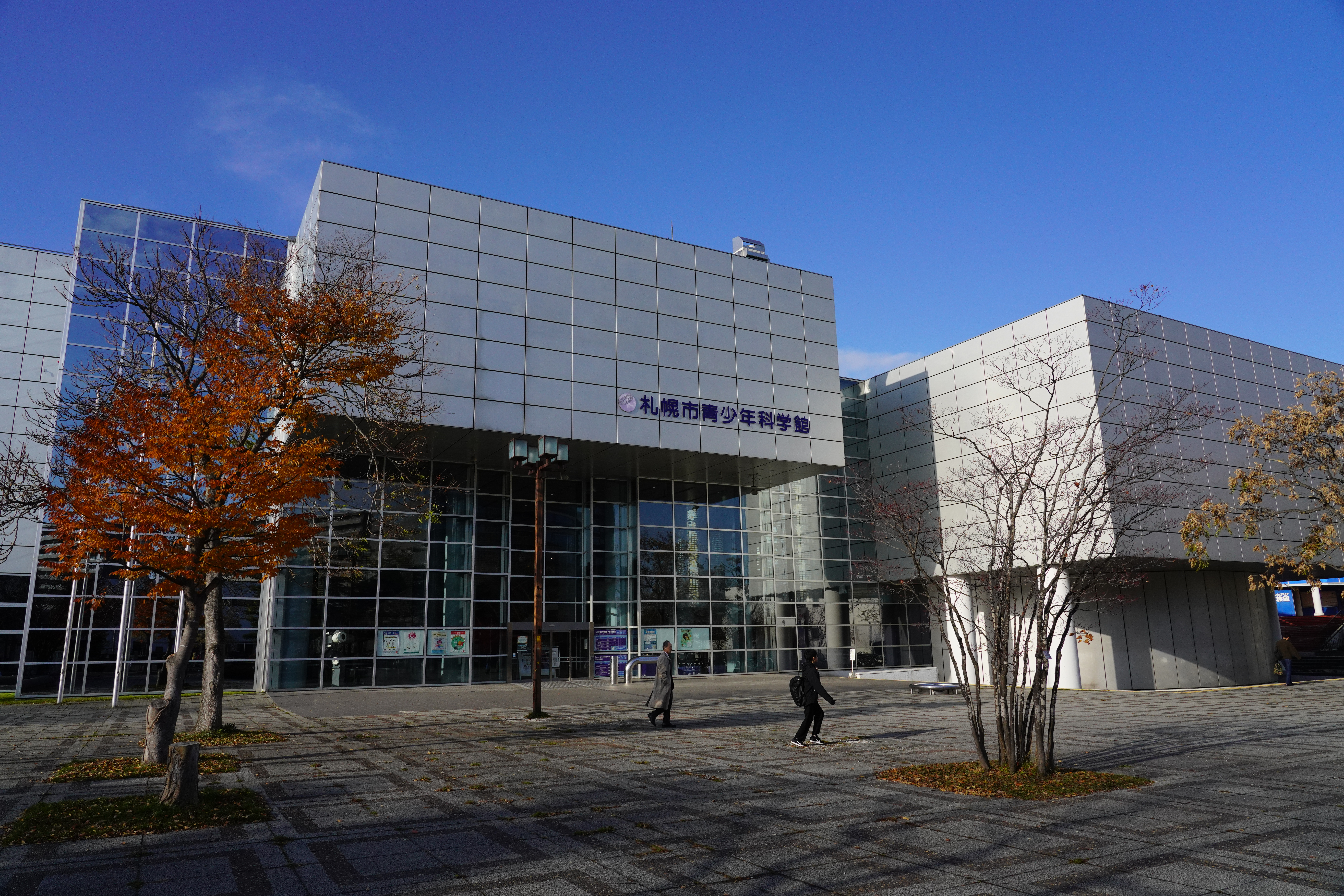
札幌市青少年科学館（2018年11月）
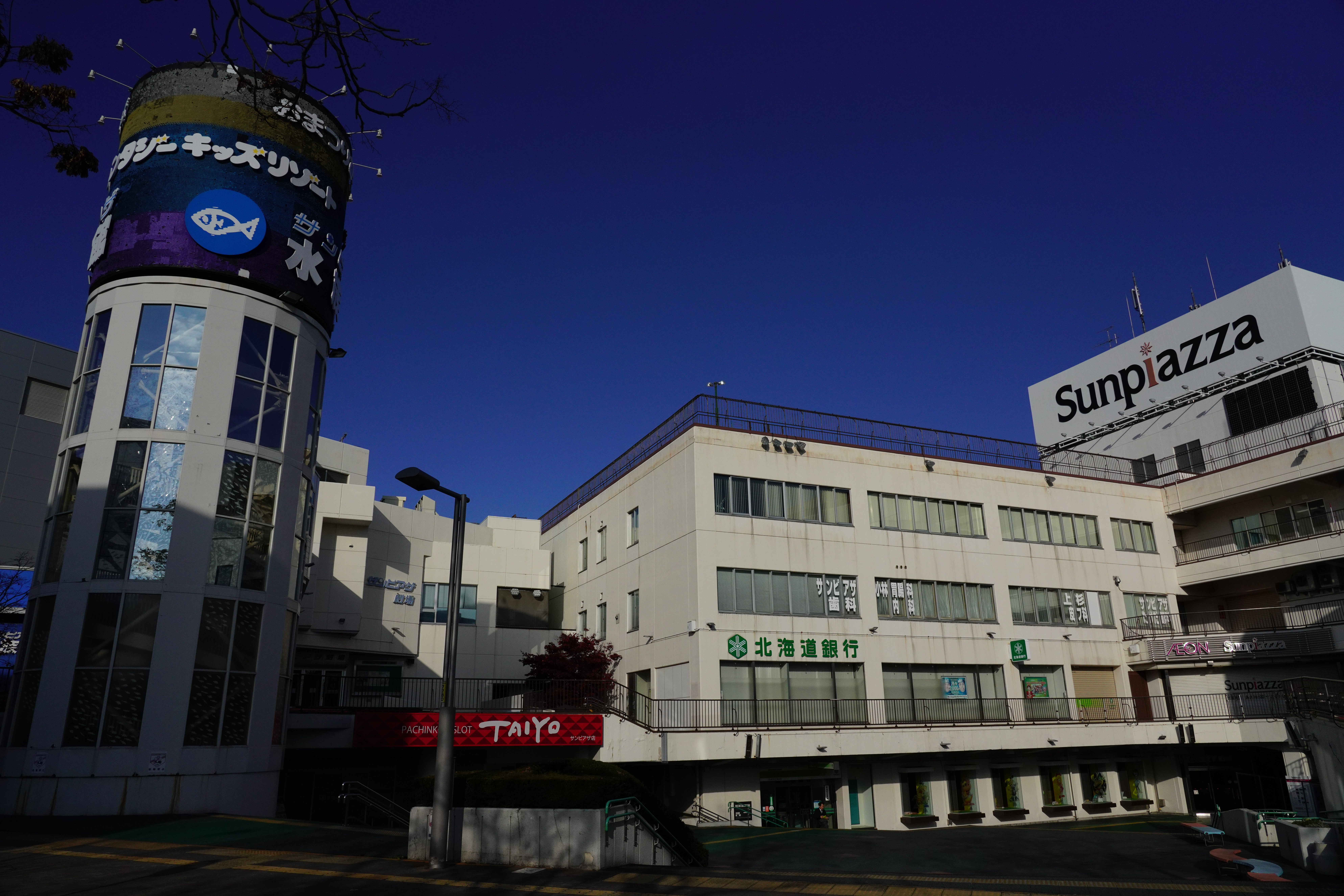
サンピアザ水族館（2018年11月）
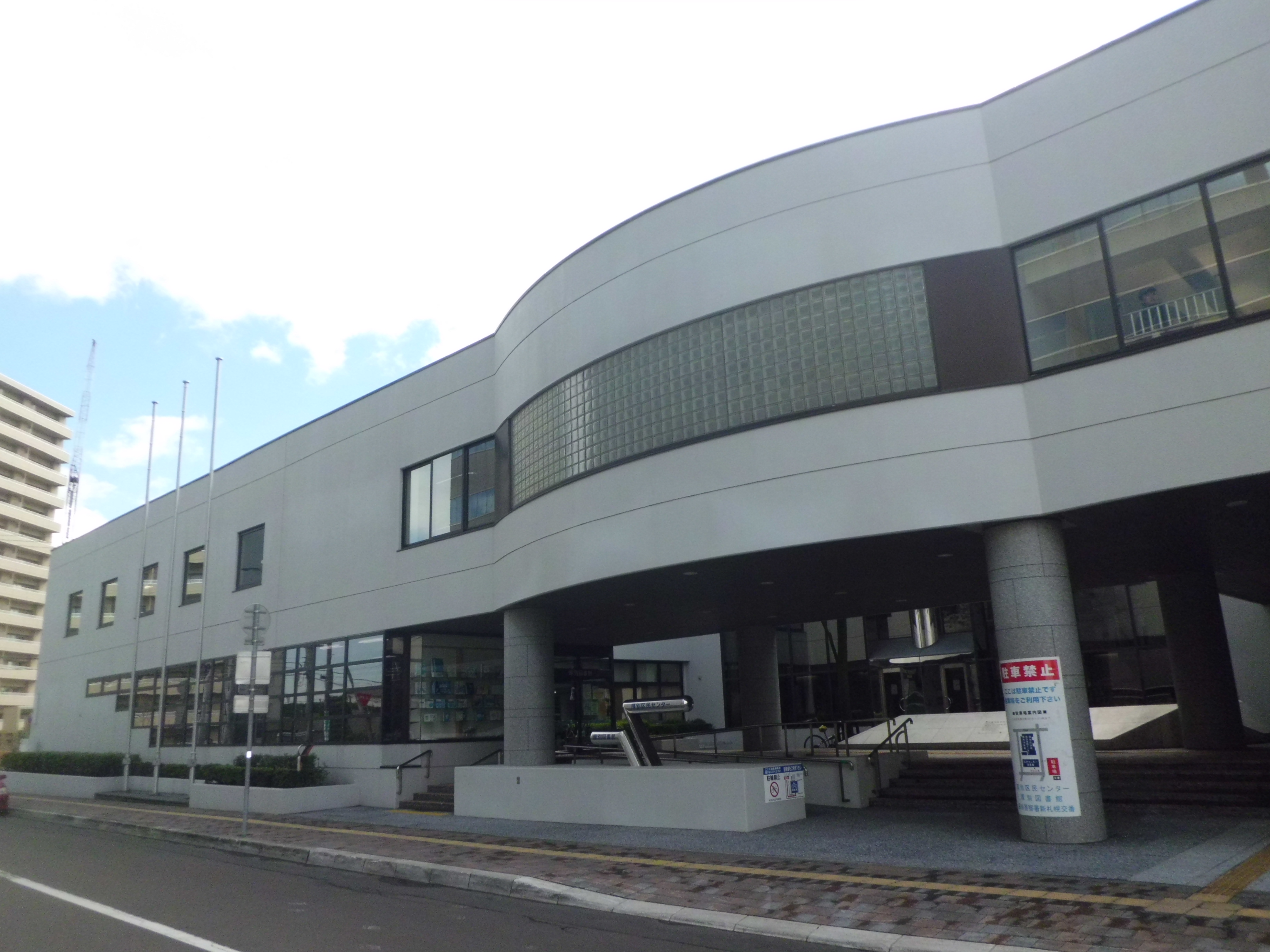
札幌市厚別図書館（2014年9月）

### スポーツ施設
- 厚別公園
  - 札幌厚別公園競技場
- 札幌市厚別区体育館
- 札幌市厚別温水プール
- もみじ台緑地
  - 陸上競技場
  - 野球場
  - 庭球場
  - パークゴルフ場
- 大谷地流通団地東側緑地
  - 野球場
  - 庭球場
- 青葉中央公園庭球場

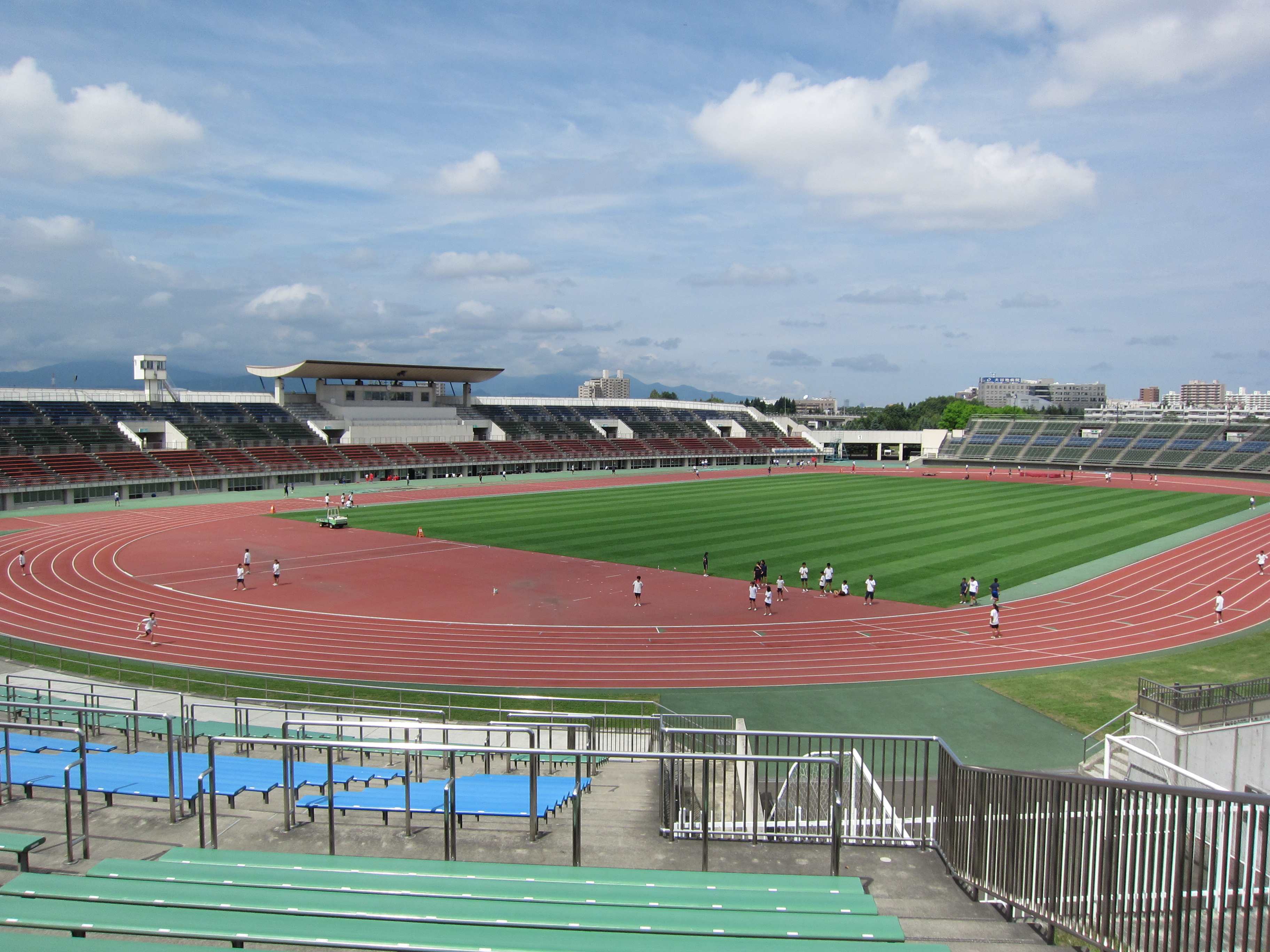
札幌厚別公園競技場（2011年8月）
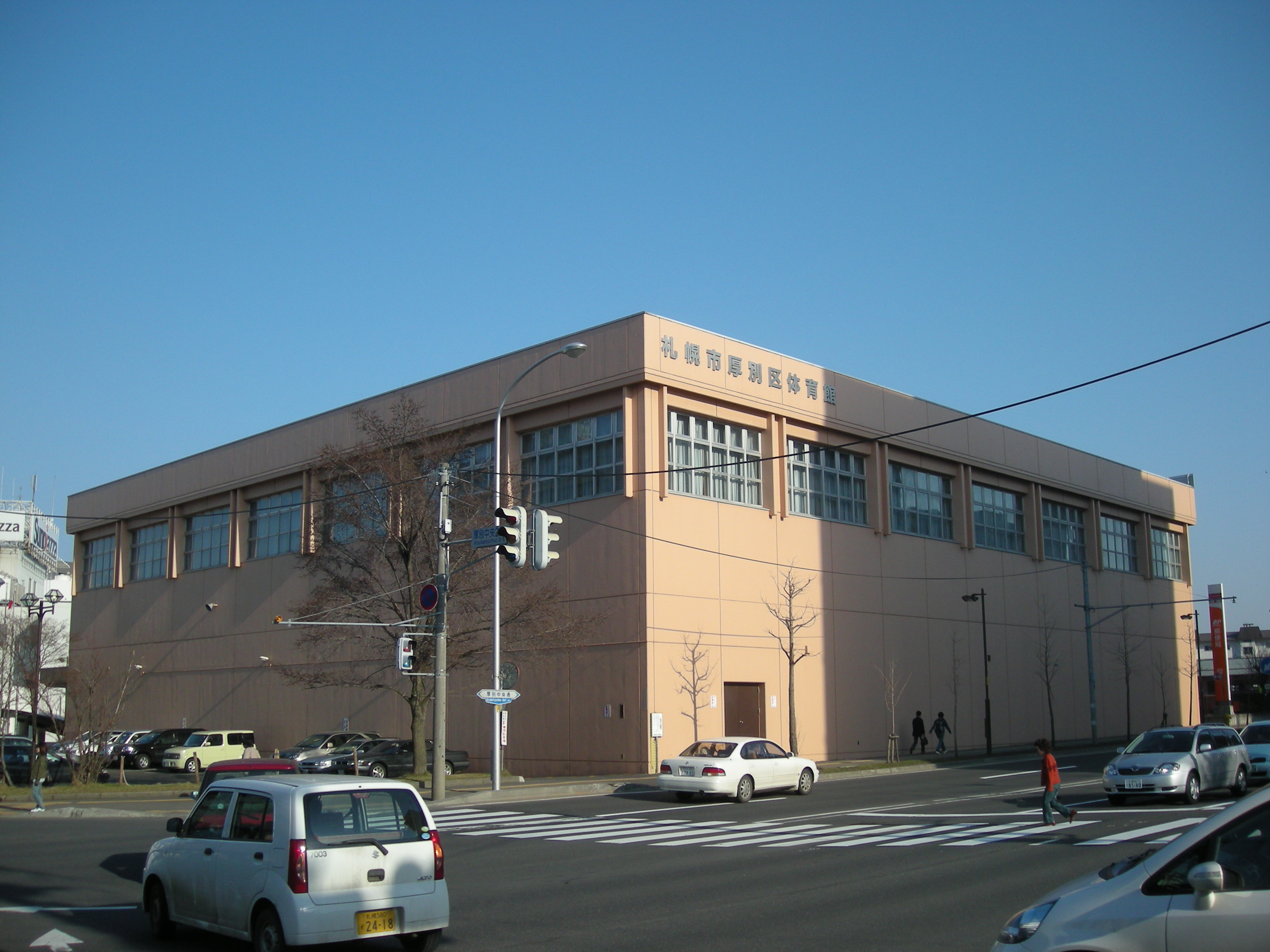
札幌市厚別区体育館（2008年4月）

## 公的機関

### 警察
- 北海道警察高速道路交通警察隊
- 北海道札幌方面厚別警察署・厚別優良運転者免許更新センター
  - 信濃交番、森林公園交番、ひばりが丘交番、上野幌交番、新札幌交番、もみじ台交番

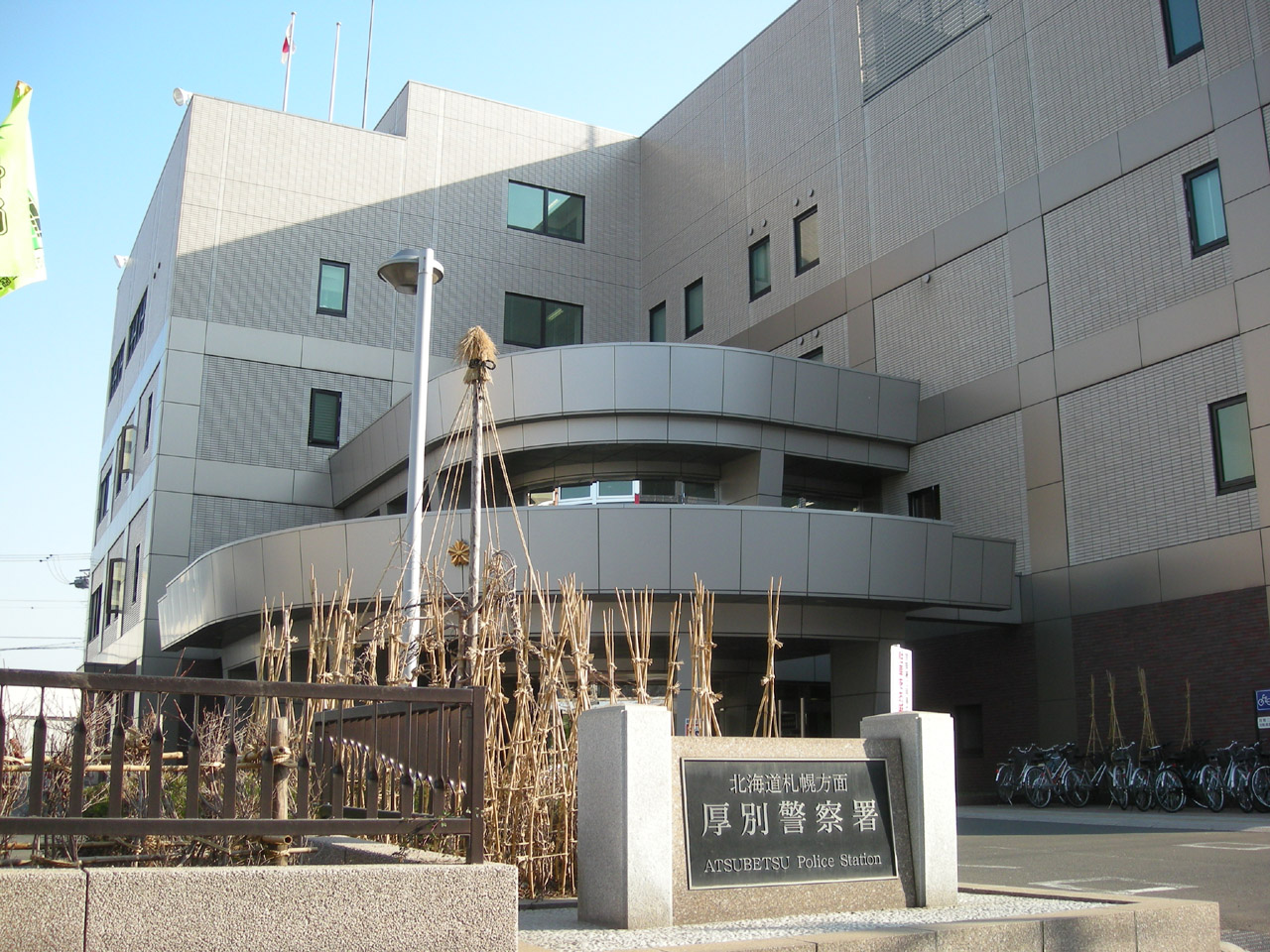
厚別警察署（2008年4月）

### 消防
- 札幌市厚別消防署
  - 厚別西出張所、もみじ台出張所

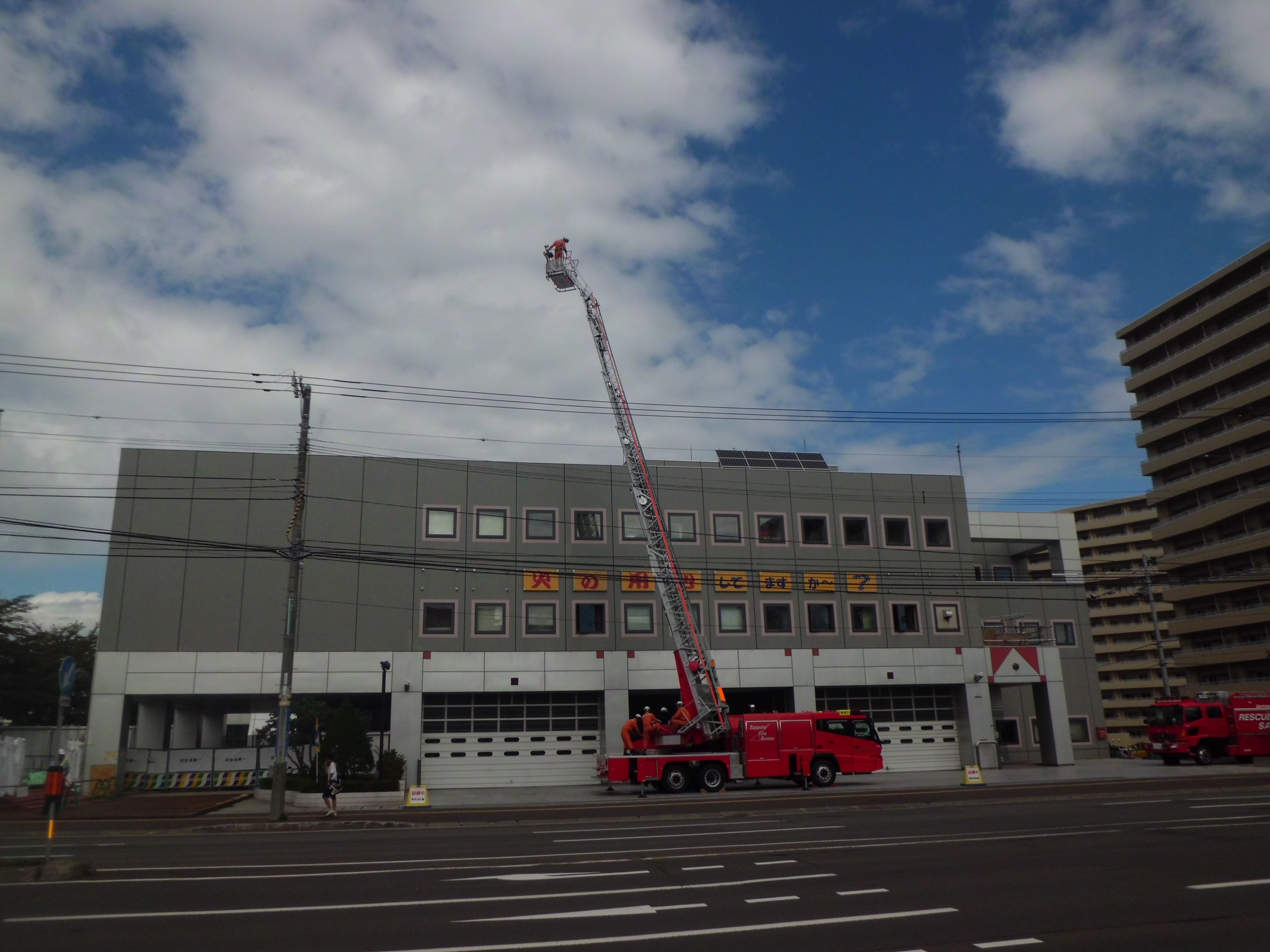
厚別消防署（2014年9月）

### 病院
「医療機関名簿（厚別区）」参照
- 厚別耳鼻咽喉科病院
- 大谷地病院
- 交雄会新さっぽろ病院
- 桜台明日佳病院
- 札幌徳洲会病院
- 札幌ひばりが丘病院
- 新札幌循環器病院
- 新札幌整形外科病院
- 新札幌聖陵ホスピタル
- 新さっぽろ脳神経外科病院
- 新札幌パウロ病院
- 新札幌豊和会病院
- 地域医療機能推進機構札幌北辰病院（JCHO札幌北辰病院）
- 北央病院

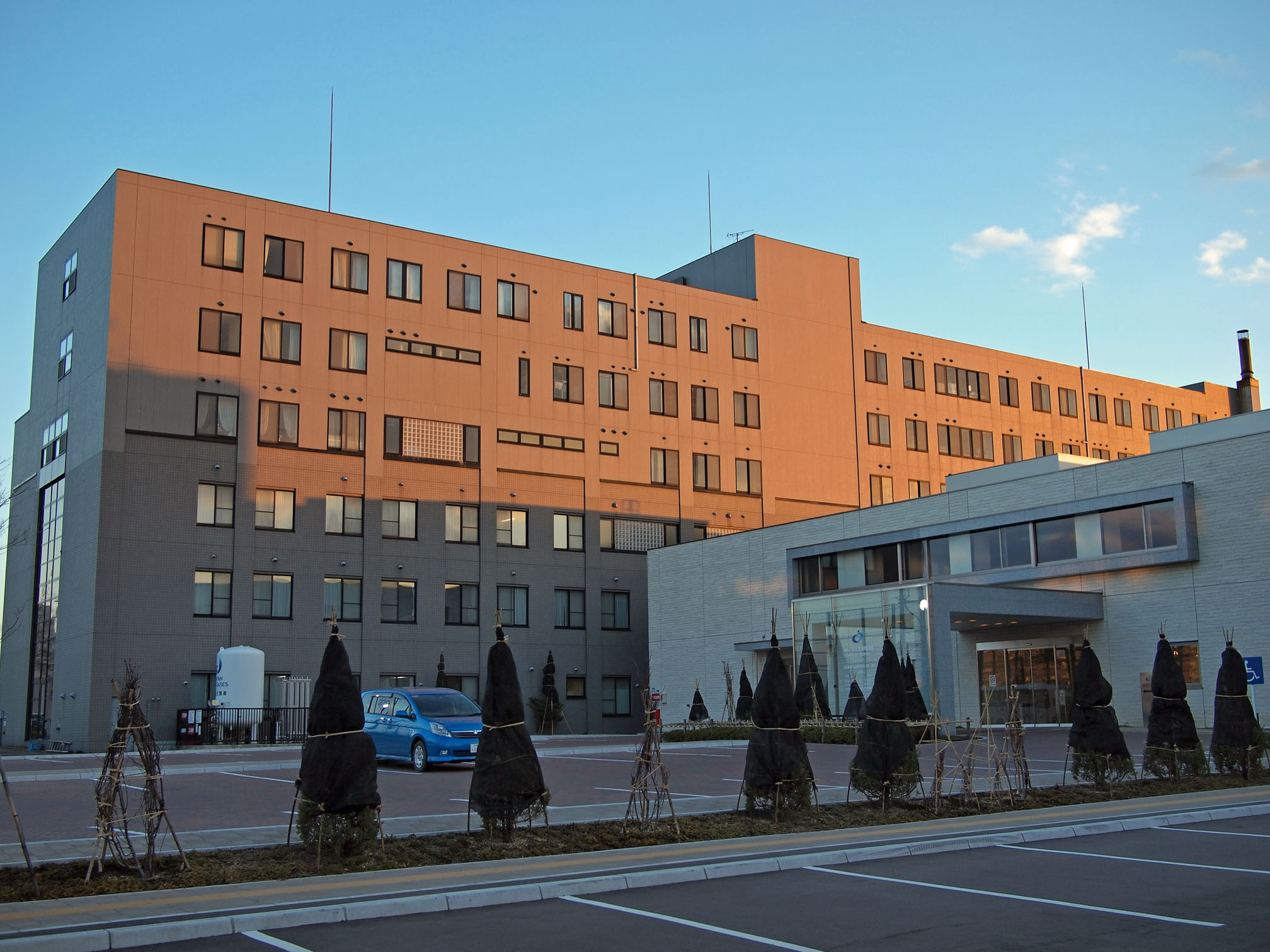
大谷地病院（2010年11月）
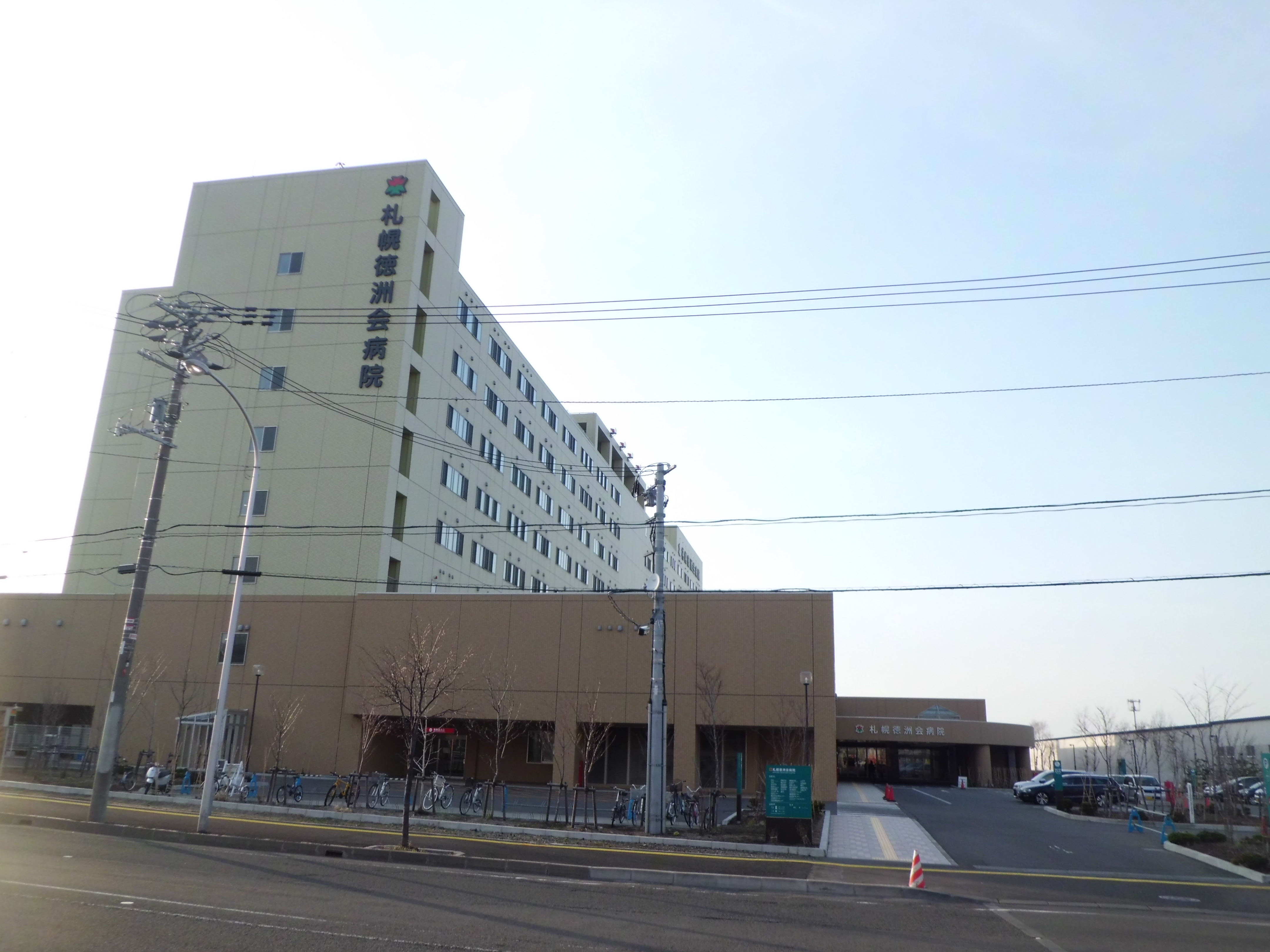
札幌徳洲会病院（2015年4月）

### 電力・ガス
- 北海道電力札幌東支社
- 北海道ガス札幌東ビル

### コミュニティ放送局
- BIPSC（RADIOワンダーストレージ FMドラマシティ）

## 教育機関

### 大学・短期大学
- 札幌学院大学 新札幌キャンパス
- 北星学園大学
- 北星学園大学短期大学部
- 星槎大学札幌学習センター

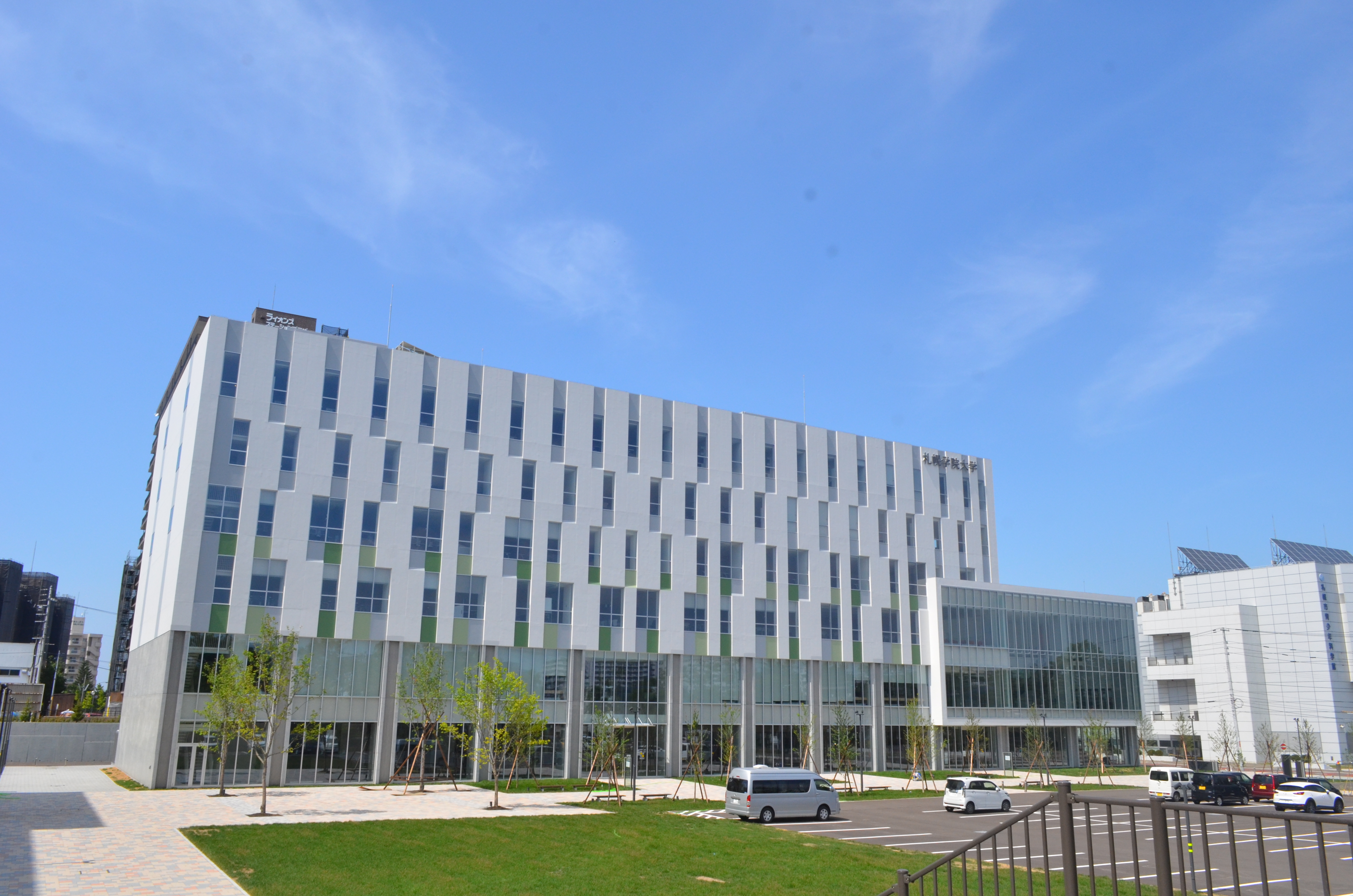
札幌学院大学 新札幌キャンパス（2021年7月）
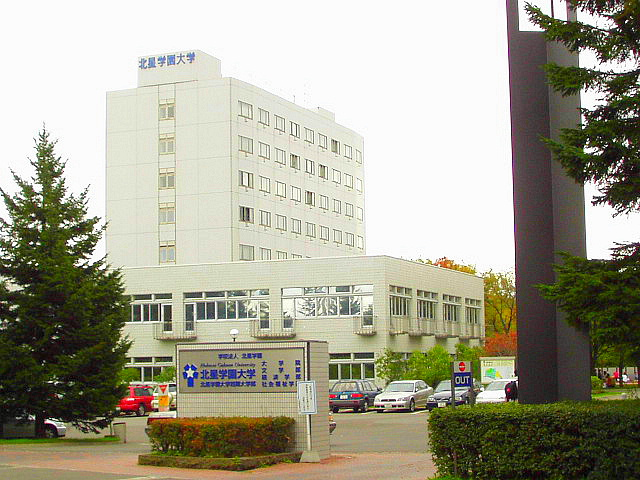
北星学園大学・北星学園大学短期大学部（2004年9月）

### 専修学校
- 札幌看護医療専門学校

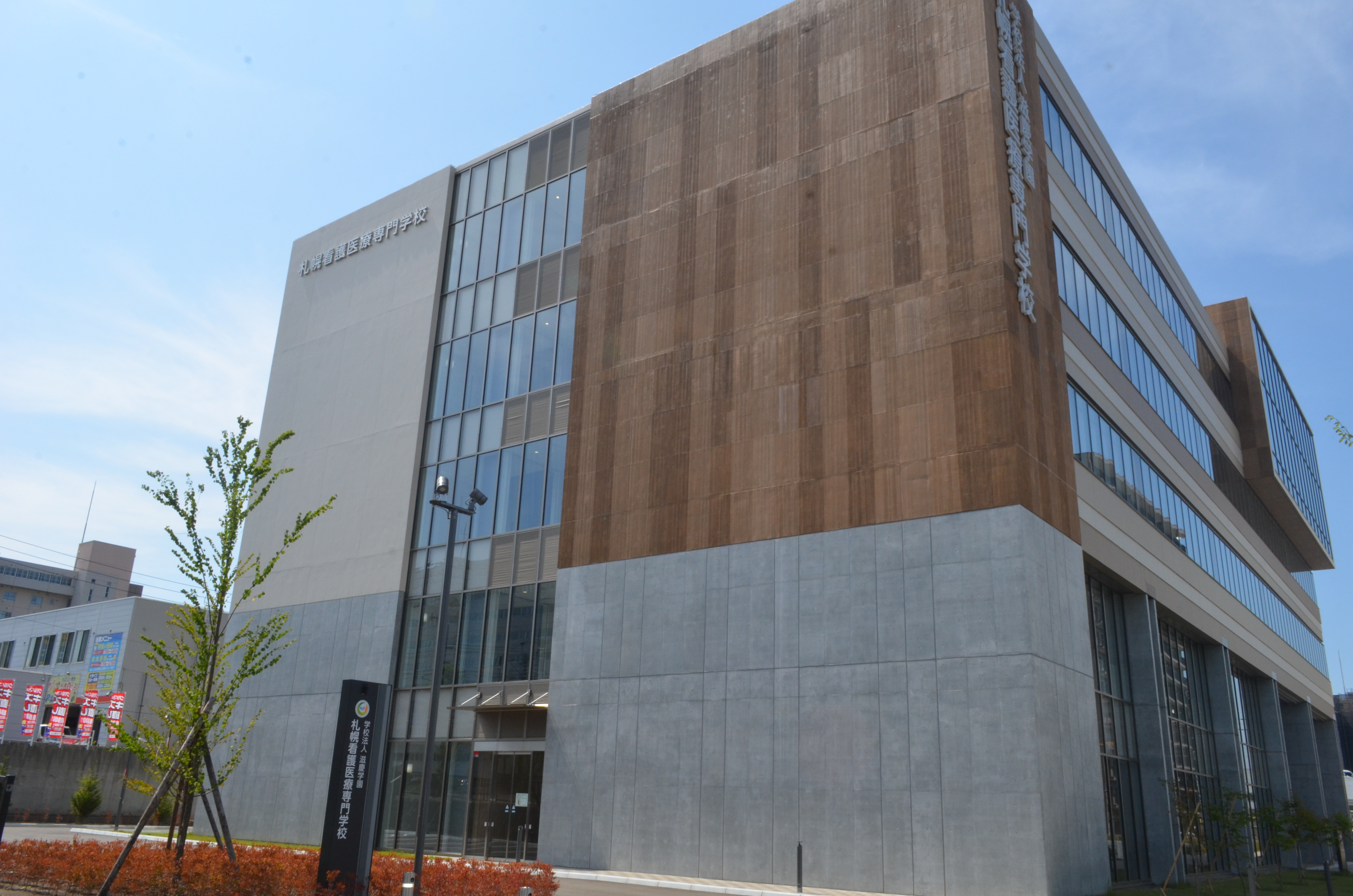
札幌看護医療専門学院（2021年7月）

### 高等学校
道立
- 北海道札幌啓成高等学校
- 北海道札幌東商業高等学校
- 北海道札幌厚別高等学校

私立
- 北星学園大学附属高等学校
- 星槎国際高等学校札幌学習センター

### 中学校
市立
- 札幌市立信濃中学校
- 札幌市立もみじ台中学校
- 札幌市立もみじ台南中学校
- 札幌市立青葉中学校
- 札幌市立厚別中学校
- 札幌市立厚別南中学校
- 札幌市立上野幌中学校
- 札幌市立厚別北中学校

私立
- 星槎もみじ中学校

### 小学校
- 札幌市立信濃小学校
- 札幌市立小野幌小学校
- 札幌市立新札幌わかば小学校
- 札幌市立共栄小学校
- 札幌市立ひばりが丘小学校
- 札幌市立厚別西小学校
- 札幌市立厚別北小学校
- 札幌市立大谷地東小学校
- 札幌市立厚別通小学校
- 札幌市立厚別東小学校
- 札幌市立もみじの丘小学校
- 札幌市立もみじの森小学校
- 札幌市立ノホロの丘小学校

### 特別支援学校
- 北海道札幌養護学校

### 認定こども園
- 幼保連携型認定こども園ひばりが丘明星幼稚園[7]
- 認定こども園もみじ台幼稚園[7]
- 認定こども園いちい幼稚園・保育園[7]
- 認定こども園おおやち[7]
- 認定こども園新さっぽろ幼稚園・保育園[7]
- 認定こども園桜台いちい幼稚園・保育園[7]
- 認定こども園札幌あおば幼稚園[7]
- 認定こども園厚別さくら木保育園[7]

### 幼稚園
市立
- 札幌市立あつべつきた幼稚園

私立
- 北光幼稚園[7]
- 厚別幼稚園[7]
- 札幌みづほ幼稚園[7]
- 虹の森カトリック幼稚園[7]
- 第2あつべつ幼稚園[7]

### 認可保育所
- まごころ保育園[8]
- ひばりが丘保育園[8]
- 青葉興正保育園[8]
- もみじ台北保育園[8]
- 厚別共栄保育園[8]
- もみじ台南保育園[8]
- 札幌協働保育園[8]
- 厚別こま草保育園[8]
- 厚別西保育園[8]
- 札幌わんぱく館[8]
- 新さっぽろとまと保育園[8]
- 厚別もえぎ保育園[8]
- 厚別さくら木保育園[8]

## 経済・産業

### 産業団地
- 札幌テクノパーク
- 厚別地区軽工業団地
- 厚別地区第2軽工業団地

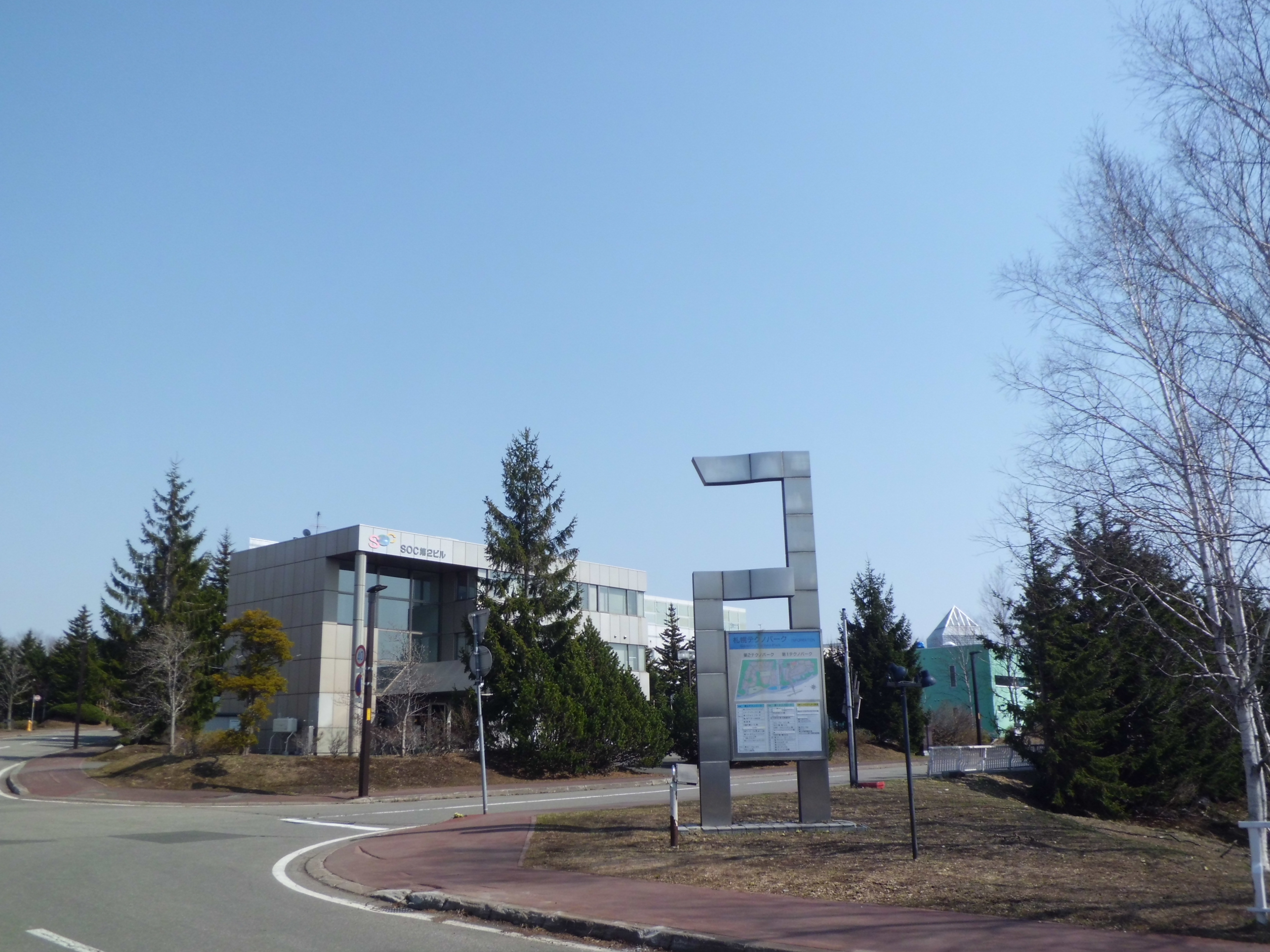
第1テクノパーク（2015年4月）
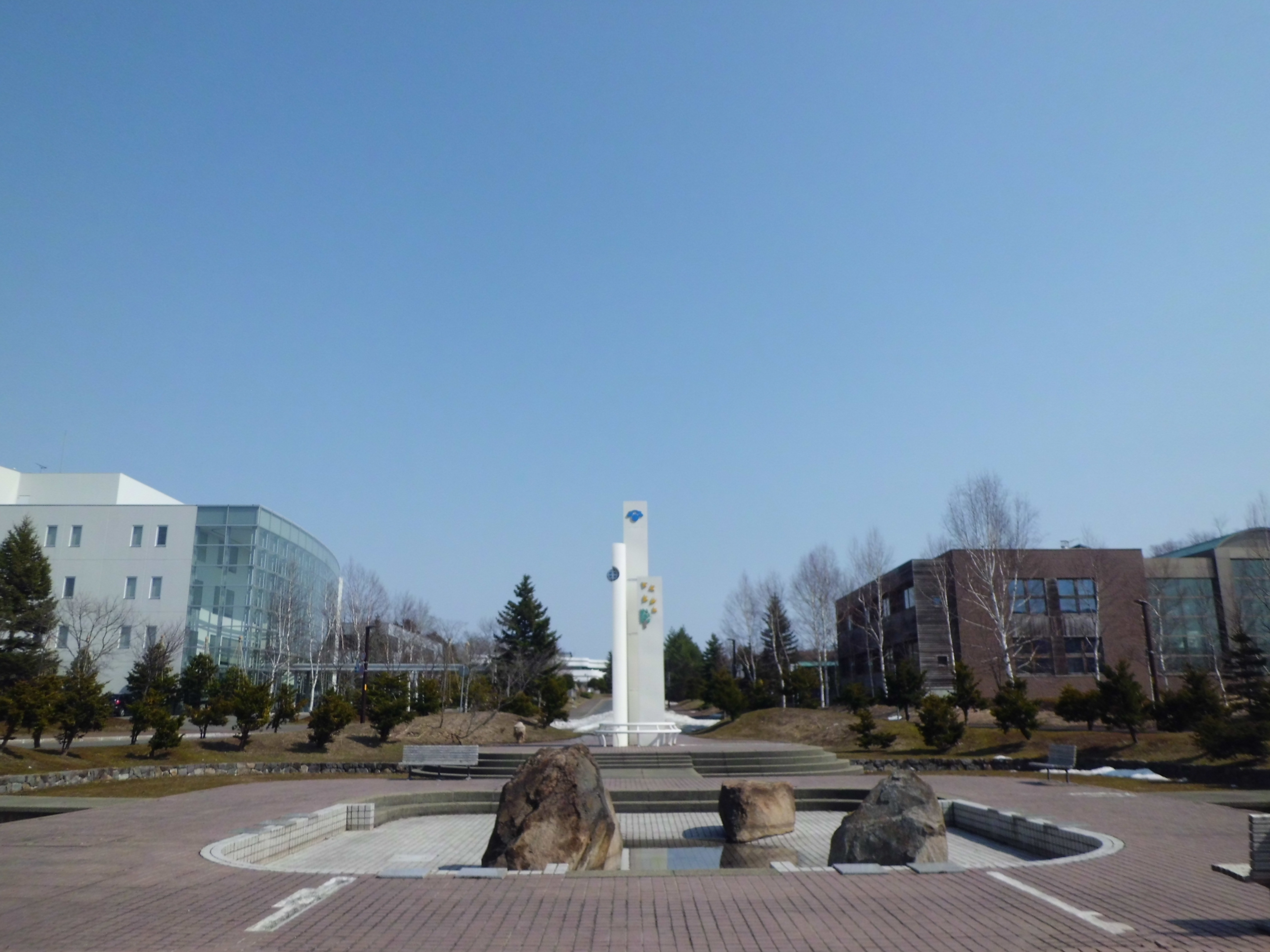
第2テクノパーク（2015年4月）

### 組合
- 札幌市農業協同組合（JAさっぽろ）厚別支店
- 北海道交運グループ（北海道交運事業組合）
- 北海道ソフトウェア事業協同組合
- 北海道チクレン農業協同組合連合会
- 北海道中華料理生活衛生同業組合

### 商業施設
ショッピングセンター
- イオン北海道（イオングループ）
  - イオン札幌厚別ショッピングセンター（旧西友厚別店）
  - イオン新さっぽろ店（サンピアザ内）
- ホクノー
  - もみじ台ショッピングセンター
- 札幌副都心開発公社
  - 新さっぽろアークシティ サンピアザ
    - イオン新さっぽろ店
    - カテプリ

  - 新さっぽろアークシティ デュオ
- 大和リース
  - BiVi新さっぽろ
- エルム
  - CAPO大谷地
- セントラルリーシングシステム
  - 札幌ひばりが丘タウンプラザ

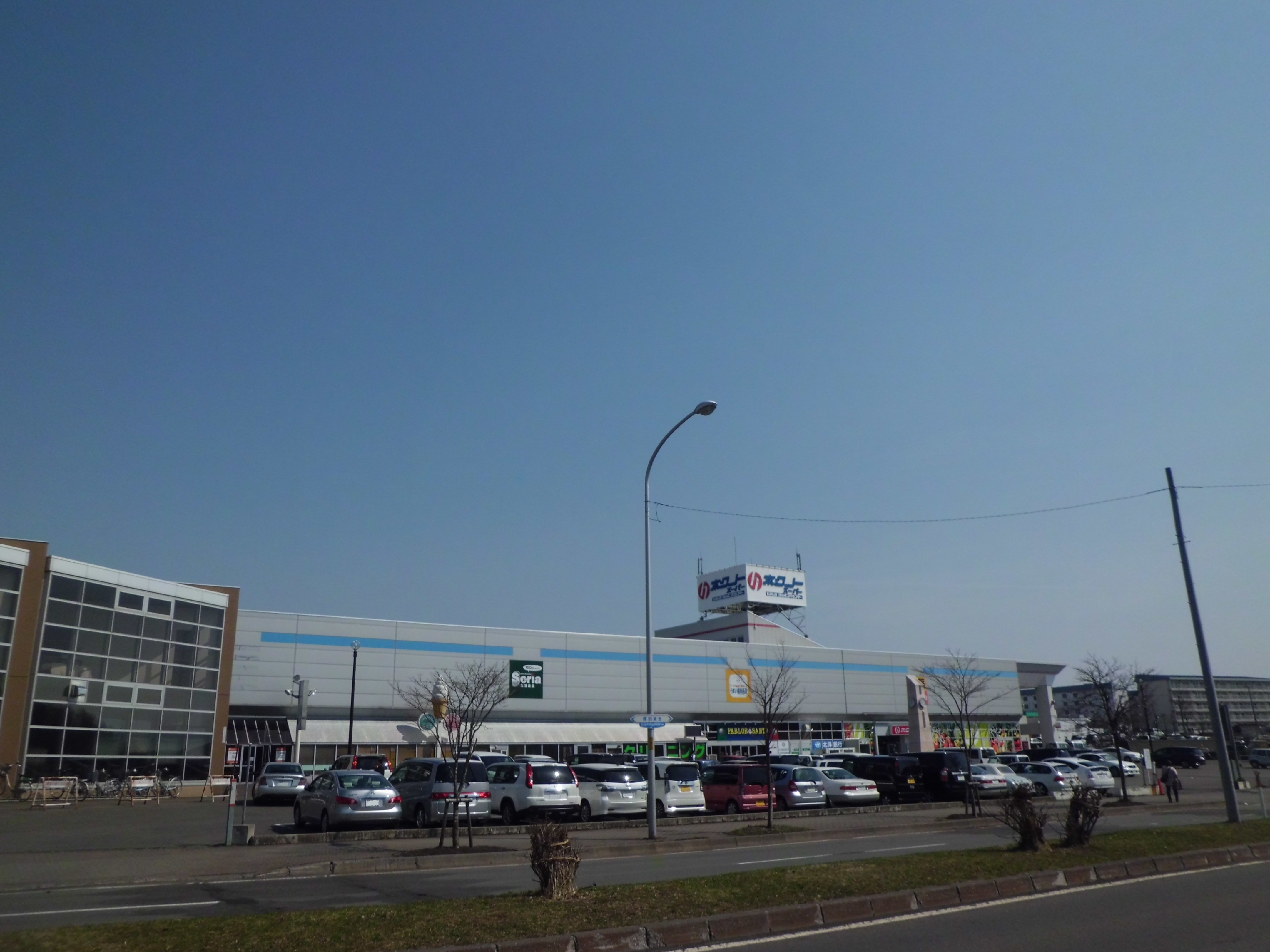
もみじ台ショッピングセンター（2015年4月）
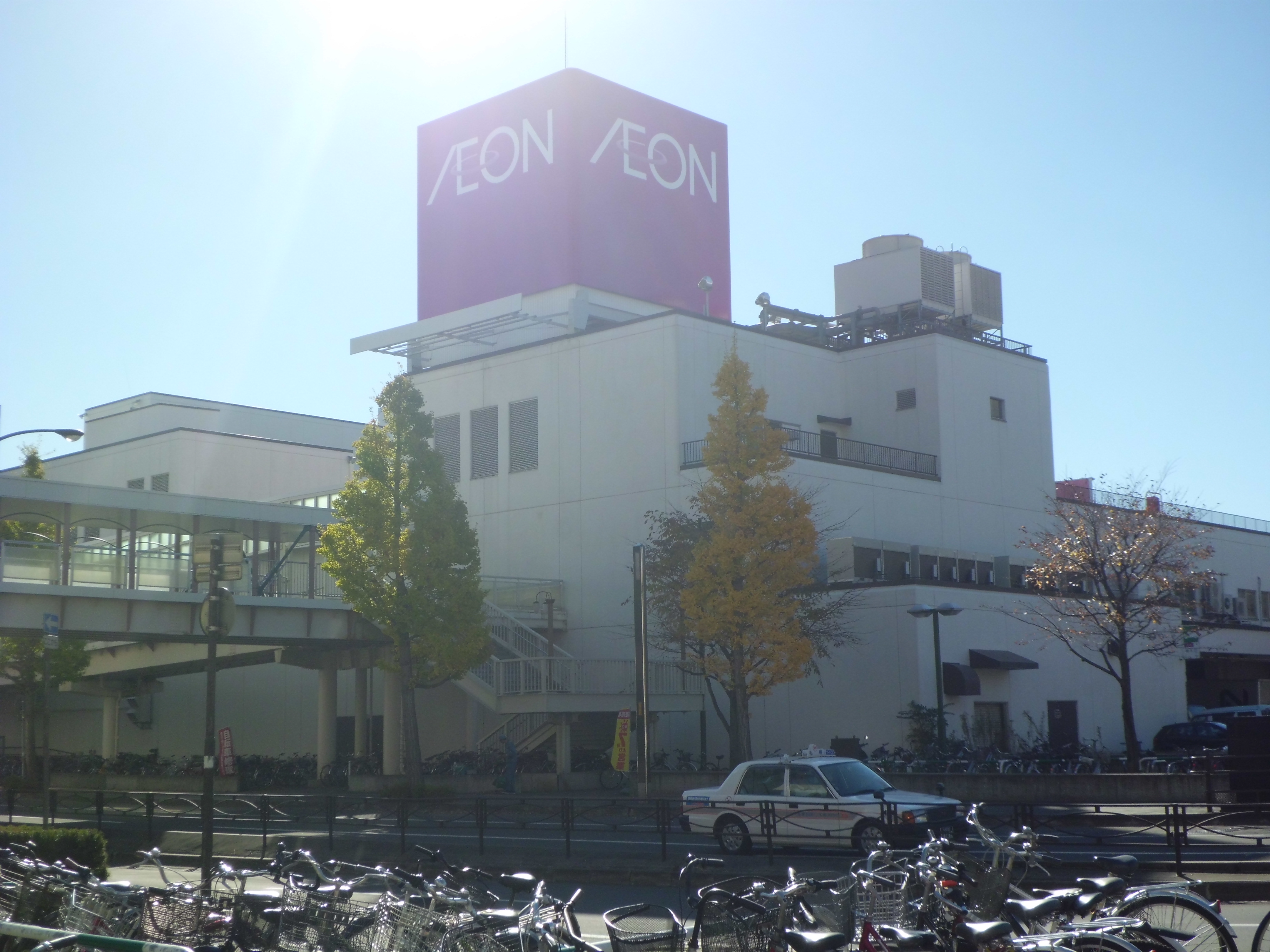
イオン新さっぽろ店（2015年10月）
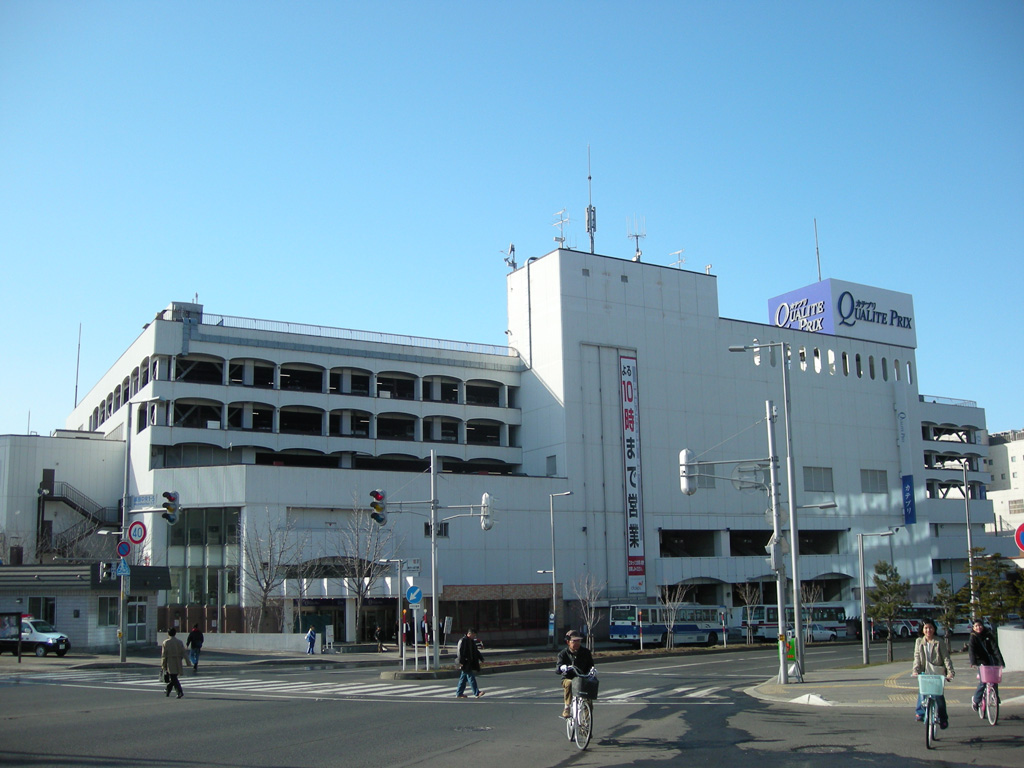
カテプリ（2008年3月）
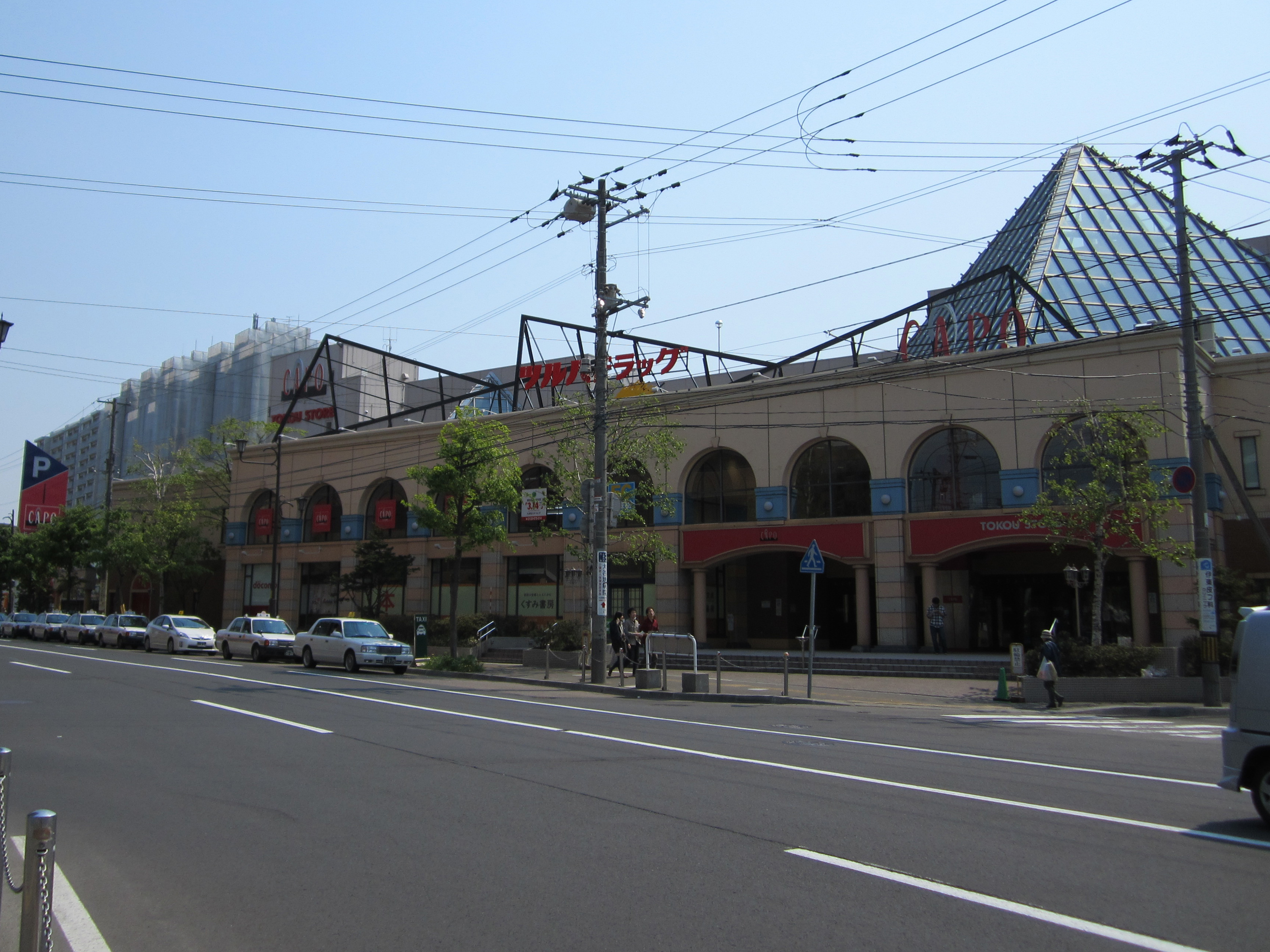
キャポ大谷地（2012年5月）

スーパーマーケット・ディスカウントストア
- イオン北海道（イオングループ）
  - マックスバリュ厚別店
  - マックスバリュ厚別東店
  - フードセンター森林公園店
  - まいばすけっと厚別中央2条4丁目店
- ラルズ（アークスグループ）
  - スーパーアークス イースト（札幌ひばりが丘タウンプラザ内）
- 東光ストア（アークスグループ）
  - 大谷地店（キャポ大谷地内）
- 生活協同組合コープさっぽろ
  - ひばりが丘店
  - 新さっぽろ店
- ホクノー
  - 中央店（もみじ台ショッピングセンター内）
  - 新札幌店
  - 厚別東2号店
  - 厚別5条店
- 大槻食材
  - C&Cキャロット新さっぽろ店
- 寿司
  - 卸売スーパー新さっぽろ店
- トライアルカンパニー
  - スーパーセンタートライアル厚別店
- 神戸物産
  - 業務スーパー上野幌店
  - 業務スーパー厚別西店
- ドン・キホーテ（パン・パシフィック・インターナショナルホールディングス）
  - ドン・キホーテ厚別店（イオン札幌厚別SC内）

### 金融機関
銀行
- 北洋銀行厚別中央支店・もみじ台支店、大谷地支店、平岡公園支店、森林公園支店
- 北海道銀行平岡パーク支店、新さっぽろ支店、大谷地支店

協同組織金融機関
- 北海道信用金庫新札幌支店
- 空知信用金庫厚別支店
- 北門信用金庫厚別西支店
- 北央信用組合厚別支店
- JAバンク北海道（北海道信用農業協同組合連合会）JAさっぽろ厚別支店

### 郵便
- 厚別郵便局（集配局）

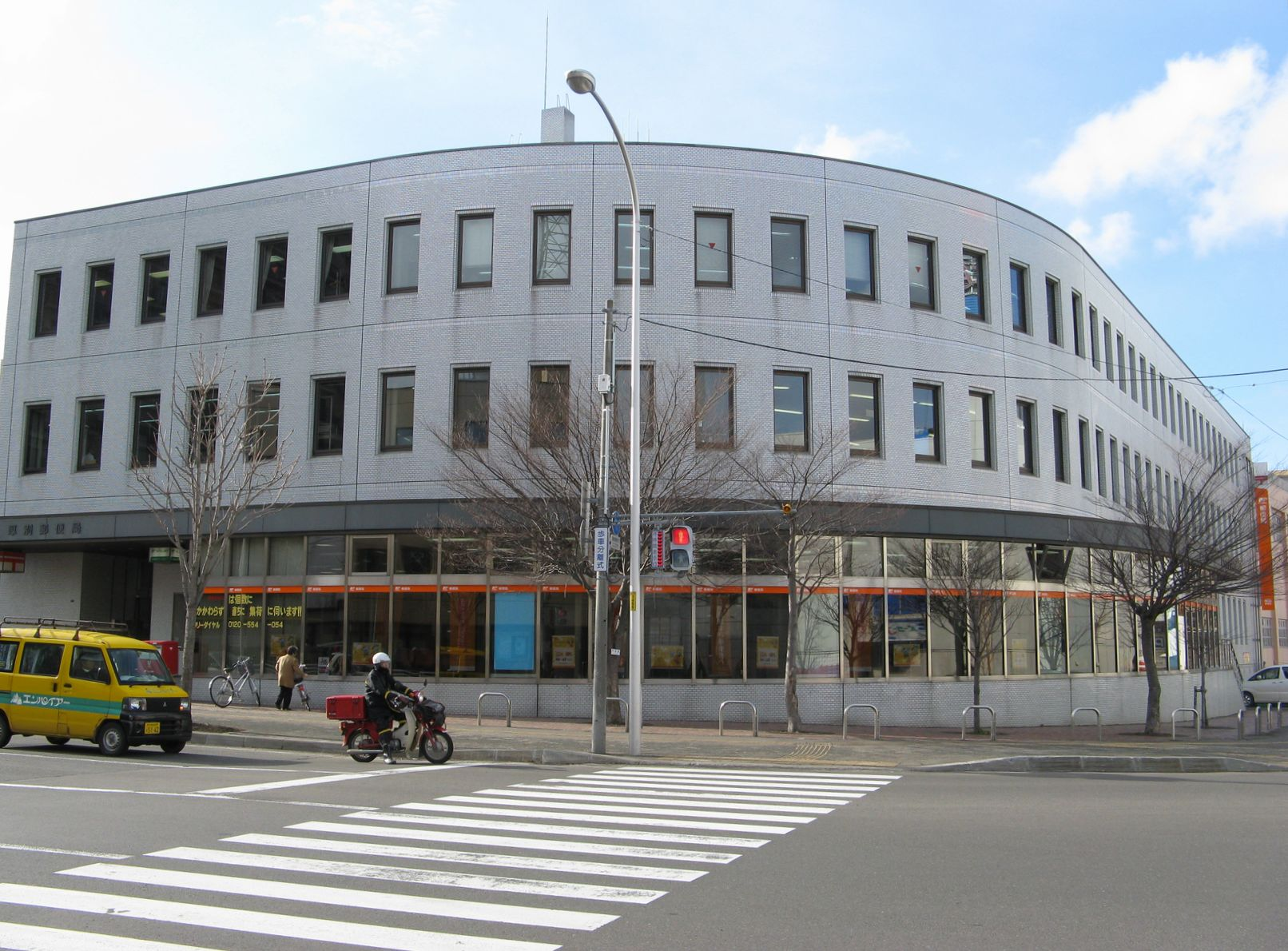
厚別郵便局（2009年3月）

### 宅配便
- ヤマト運輸札幌主管支店
  - 札幌厚別西センター・札幌厚別東センター
  - 厚別中央センター
- 佐川急便札幌営業所、北海道航空営業所（所在地は白石区）
- 日本通運札幌支店札幌自動車事業所（所在地は白石区）

## 交通

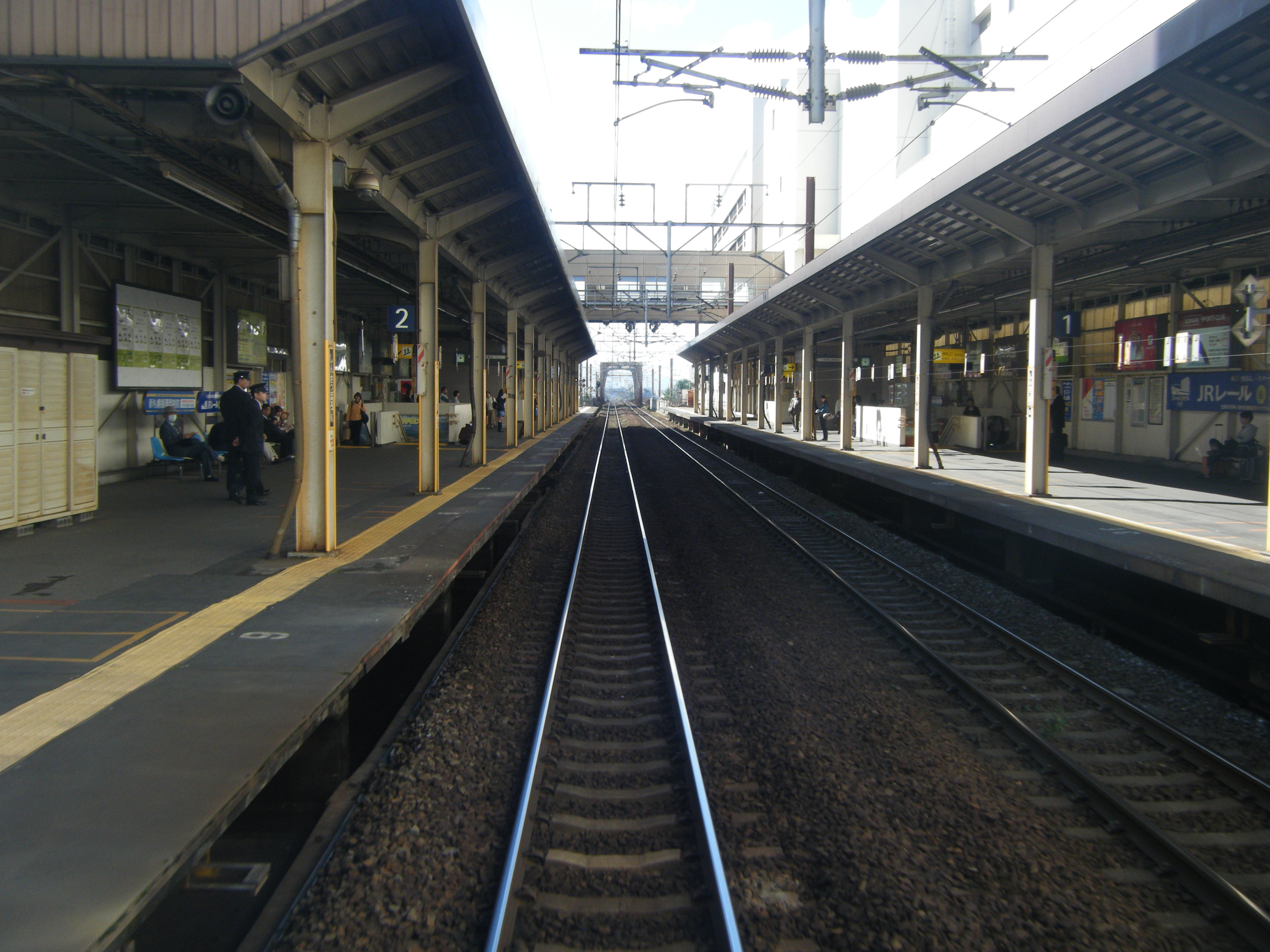
新札幌駅ホーム（2009年9月）

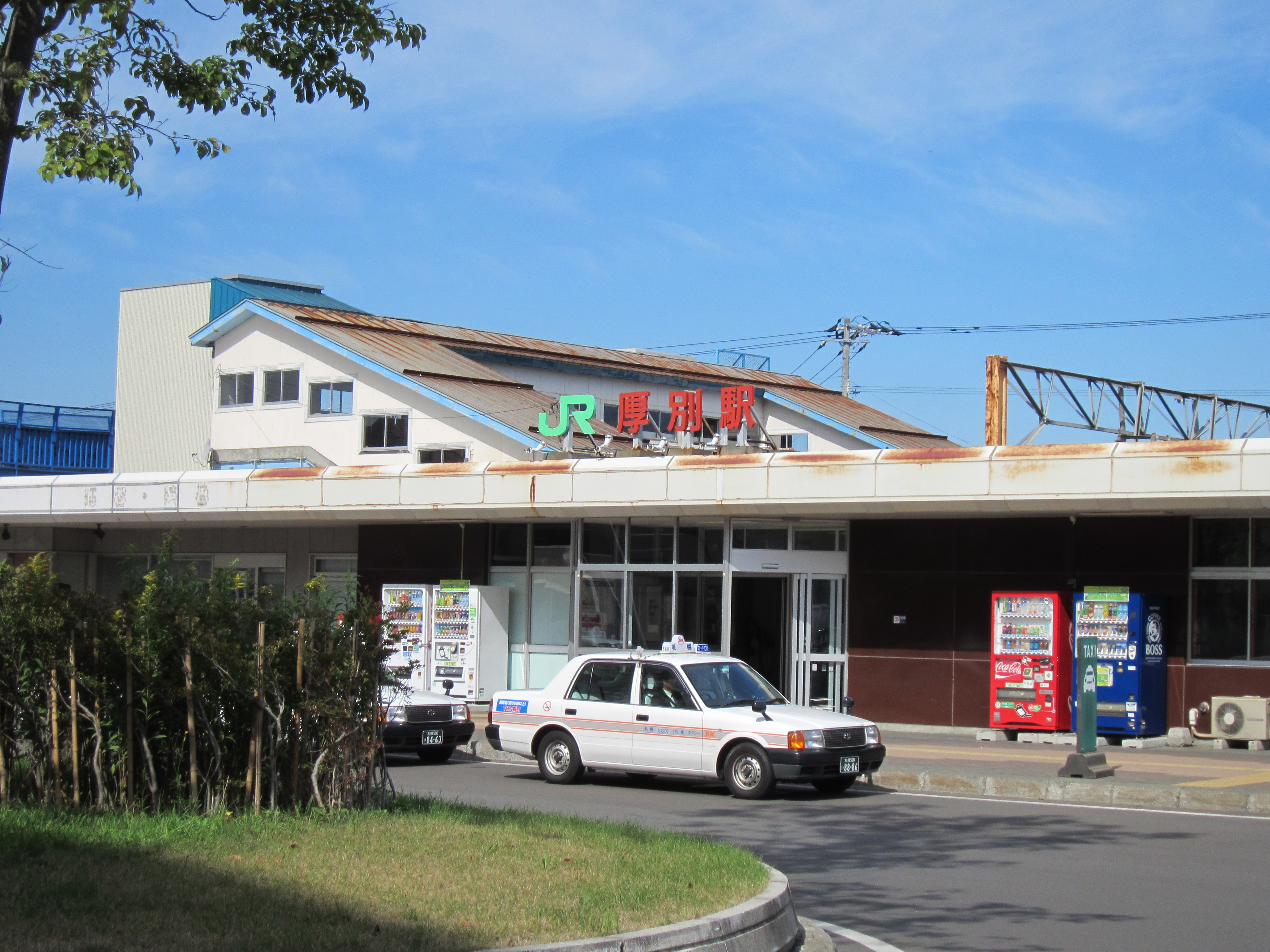
厚別駅（2015年9月）

### 鉄道
- 北海道旅客鉄道（JR北海道）（特定都区市内）
  - 函館本線：厚別駅 - 森林公園駅
  - 千歳線：新札幌駅 - 上野幌駅
- 札幌市交通局 東車両基地
  - 札幌市営地下鉄東西線：大谷地駅 - ひばりが丘駅 - 新さっぽろ駅

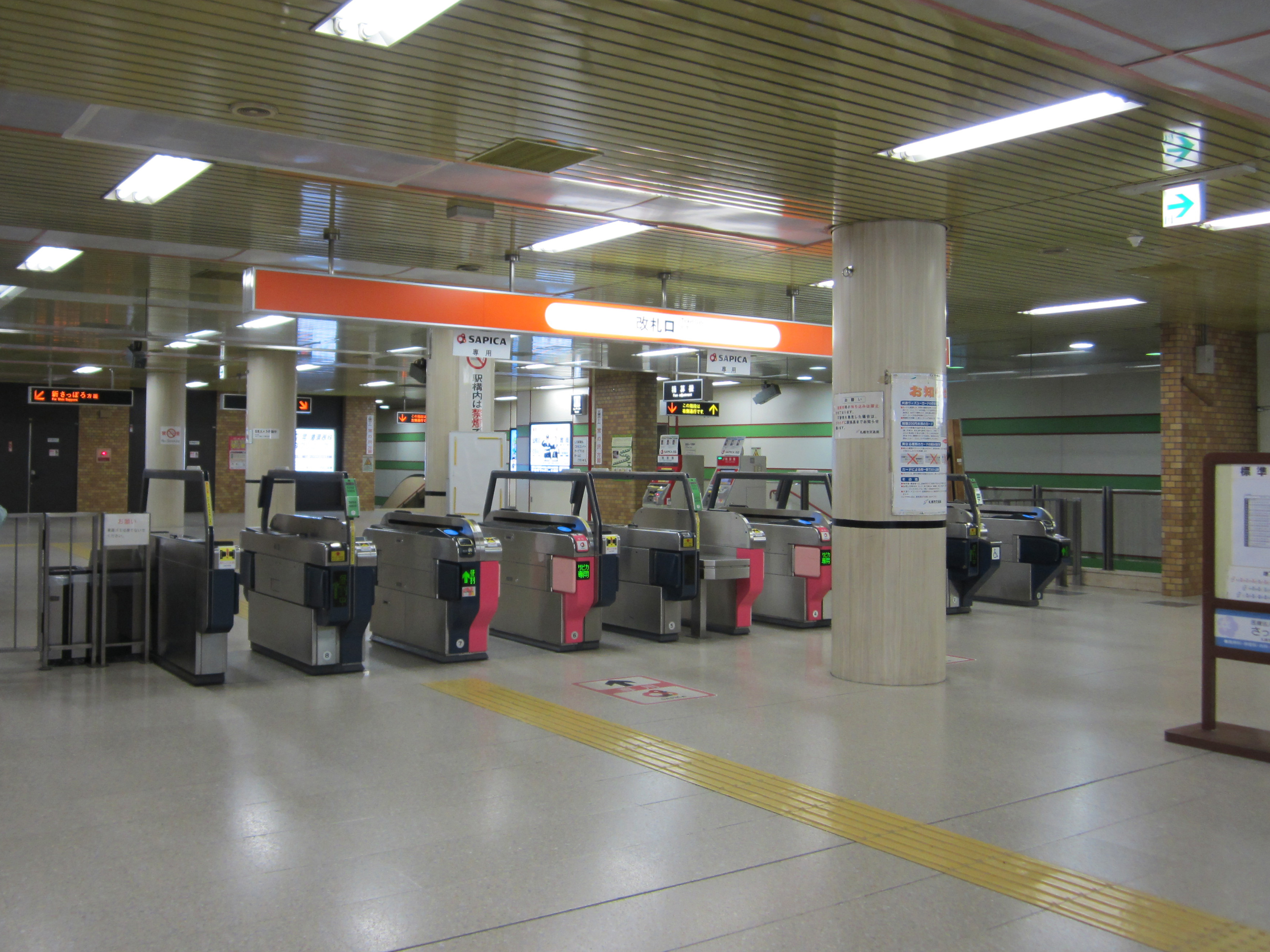
大谷地駅改札口（2012年5月）
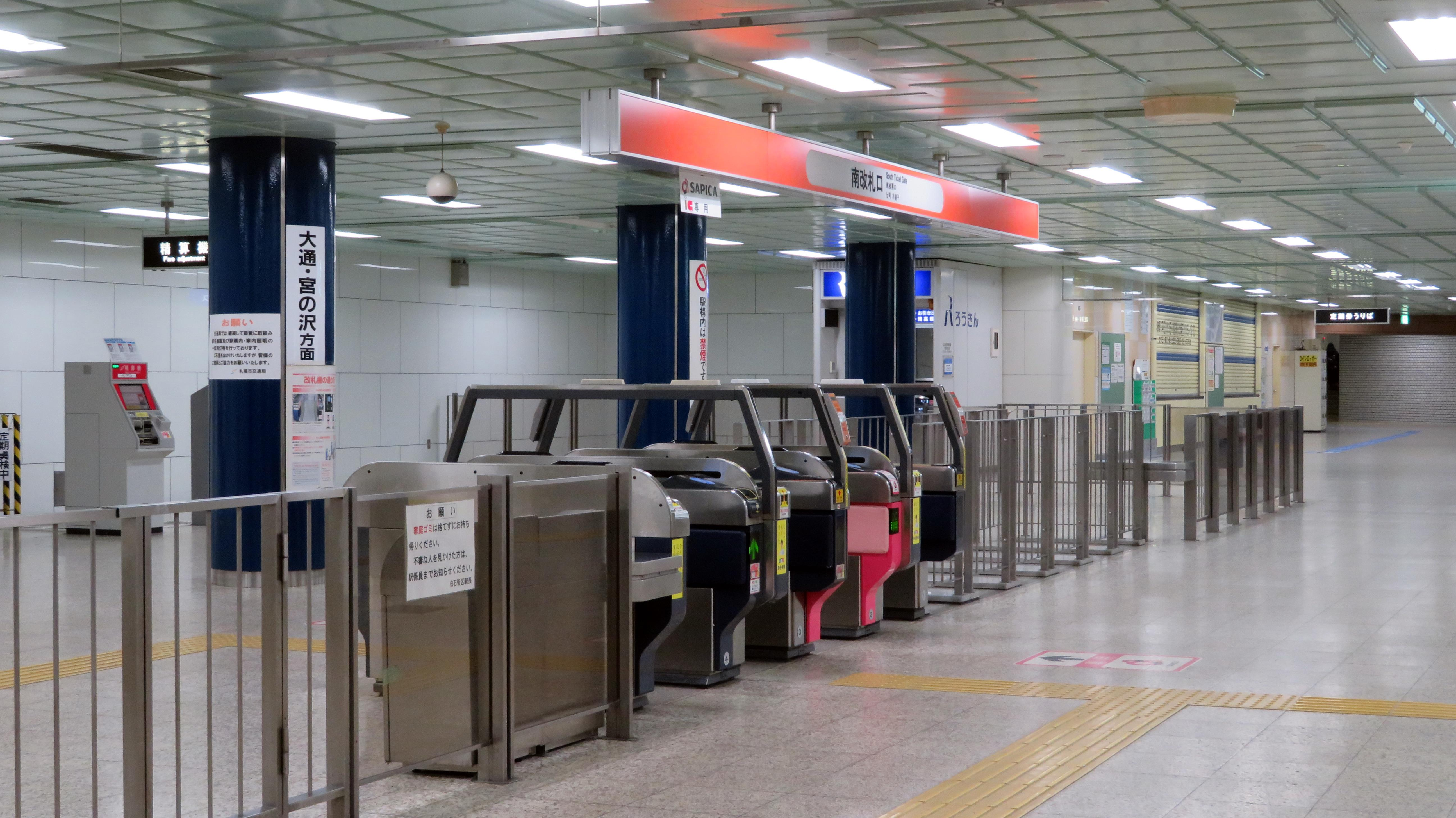
地下鉄新さっぽろ駅改札口（2017年2月）

### バス
かつては札幌市交通局がバス路線（札幌市営バス）を運行していたが、段階的に民間事業者に路線を移譲し、2004年（平成16年）に廃止となった。
バスターミナル
- 新札幌バスターミナル
- 大谷地バスターミナル

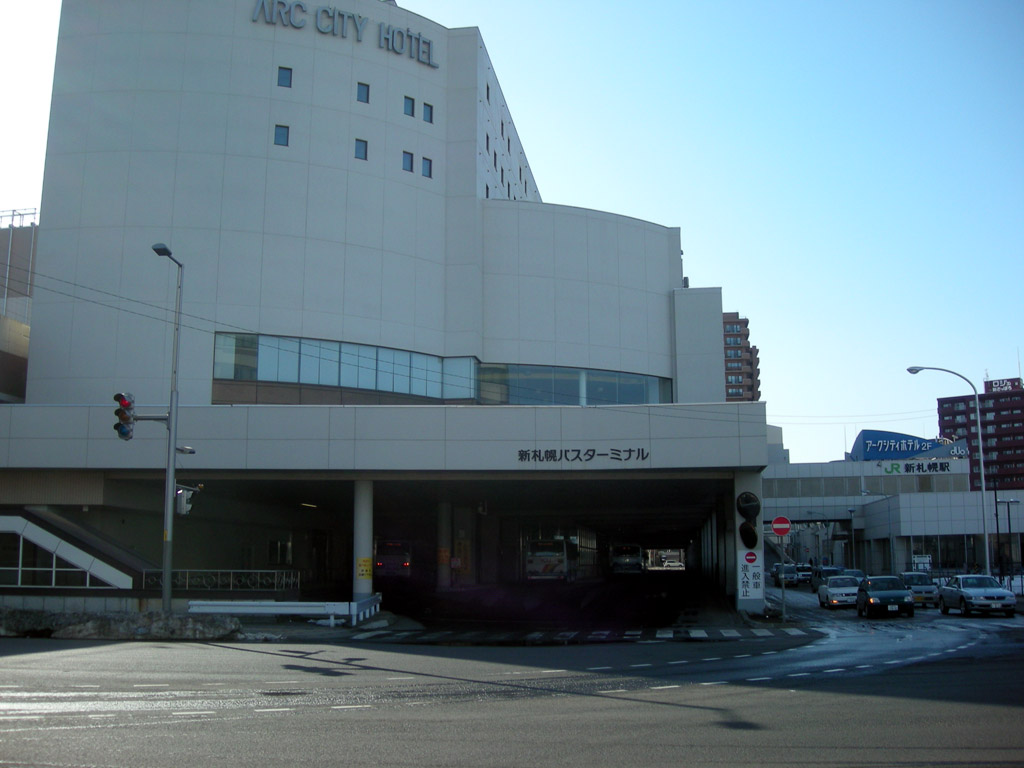
新札幌バスターミナル（2007年3月）
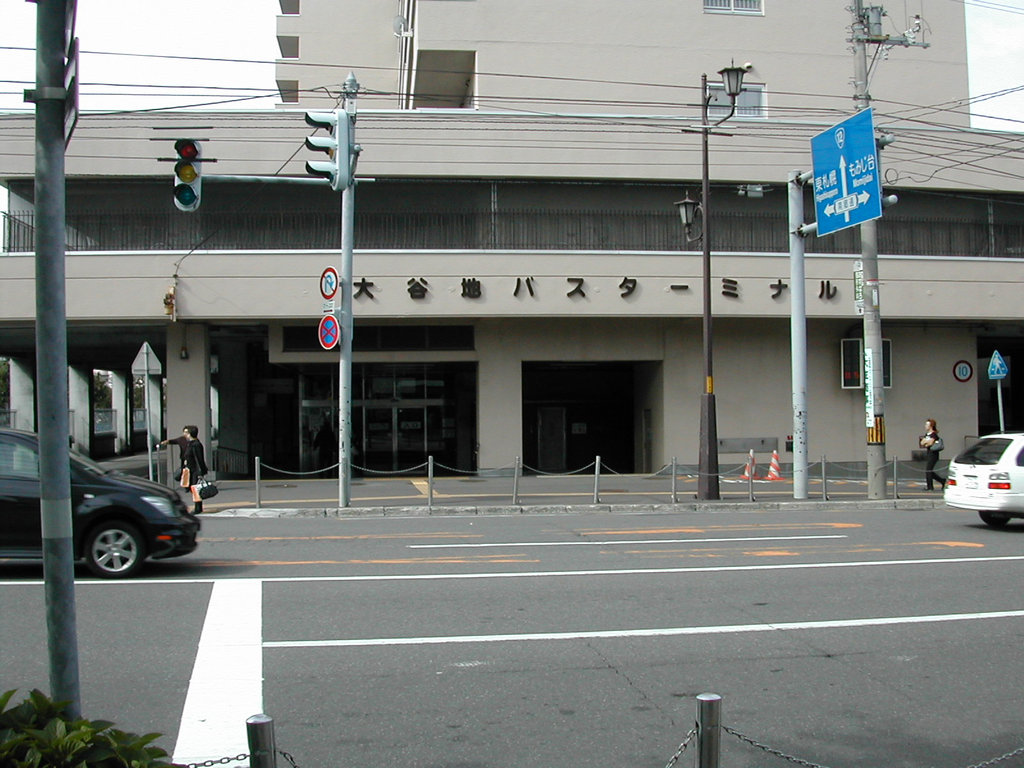
大谷地バスターミナル（2006年9月）

路線バス
- ジェイ・アール北海道バス[注釈 2]
- 北海道中央バス[注釈 3]
- 夕張鉄道
- 厚別ふれあい循環バス対策検討会（札幌観光バス）[9][10]

空港連絡バス
- 北都交通
- 北海道中央バス

高速バス
- 道南バス
- 北海道中央バス

### タクシー
- 共同交通（北海道交運グループ）
- 札幌交通（北海道交運グループ）

### 道路
- 高速道路
  - 道央自動車道（北海道縦貫自動車道）：札幌南IC/TB
- 一般国道
  - 国道12号
  - 国道274号
    - 札幌新道
- 主要地方道（主要道道・主要市道）
  - 北海道道3号札幌夕張線
  - 札幌市主要市道9904号厚別東北郷線（厚別通）
- 一般道道
  - 北海道道325号厚別停車場線
  - 北海道道341号真駒内御料札幌線
  - 北海道道626号東雁来江別線
  - 北海道道814号滝野上野幌自転車道線
  - 北海道道864号大麻東雁来線
  - 北海道道1138号厚別平岡線
  - 北海道道1148号札幌恵庭自転車道線（陽だまりロード）

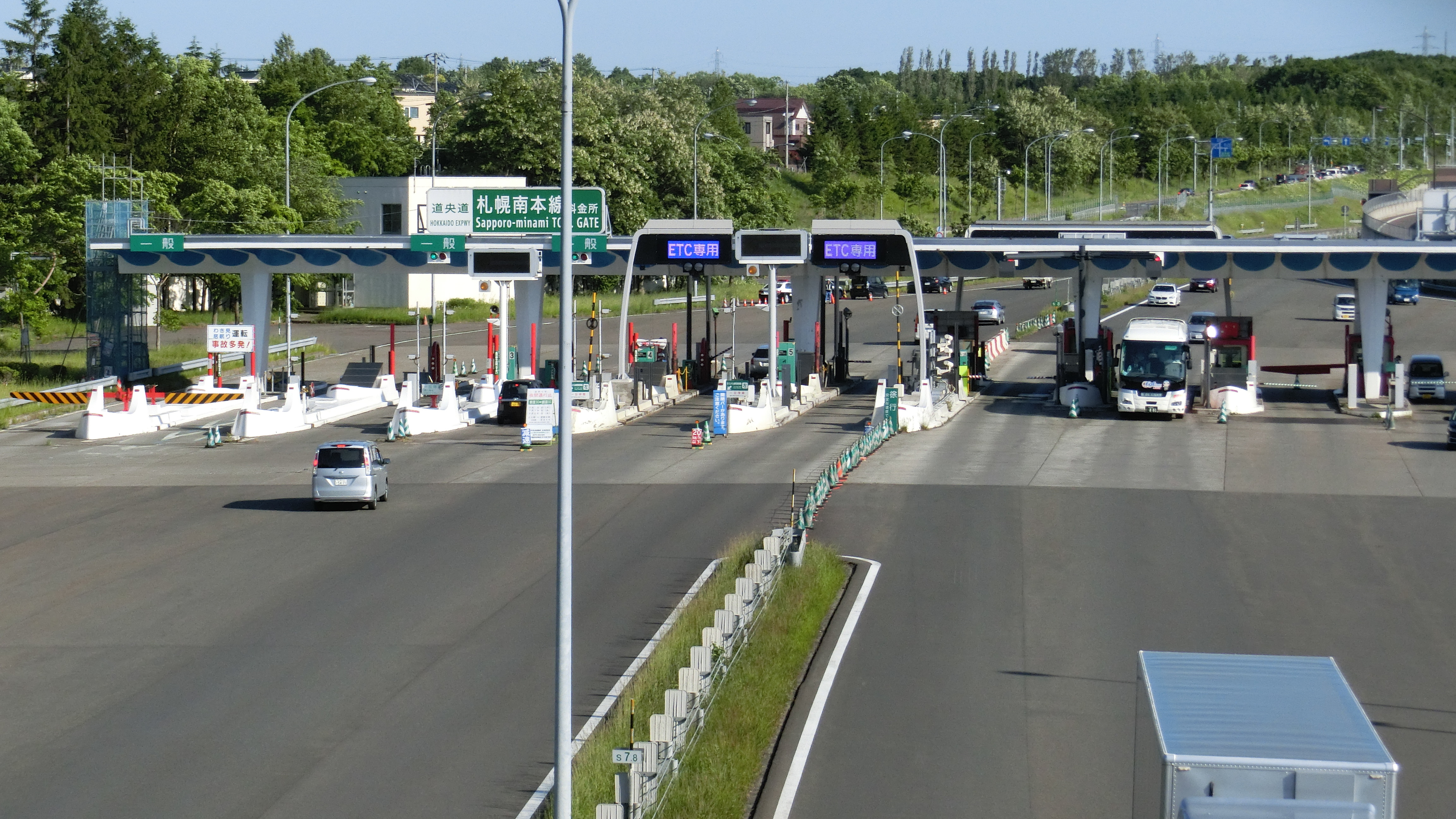
札幌南本線料金所（2017年6月）

## 文化財
「札幌市内の文化財」参照
国指定
- 重要文化財
  - 旧開拓使工業局庁舎 - 北海道開拓の村

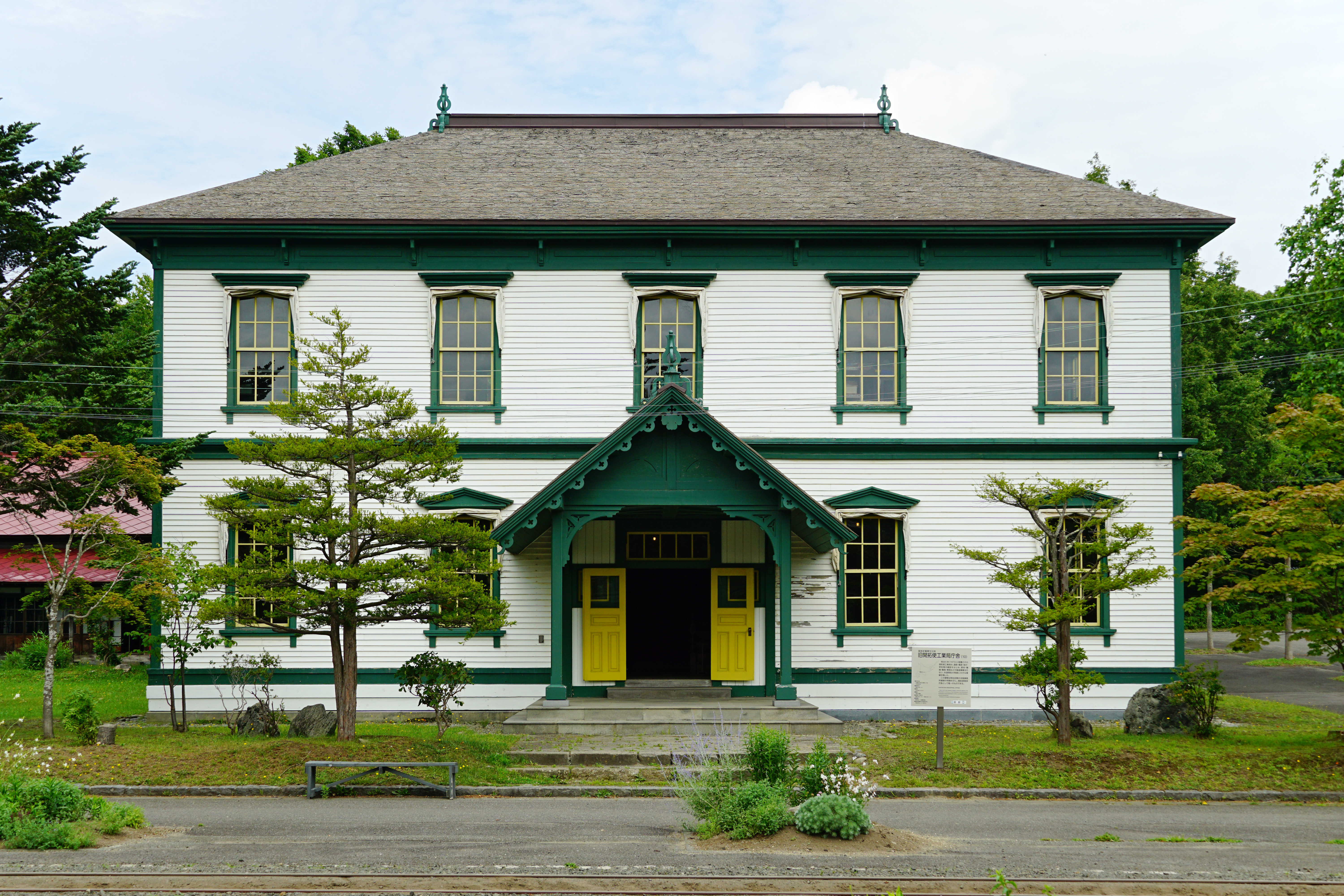
旧開拓使工業局庁舎（2022年7月）

## 観光・レジャー
- 新札幌副都心
  - 札幌市青少年科学館
  - サンピアザ水族館
- 小野幌青少年キャンプ場
- 道立自然公園野幌森林公園
  - 北海道博物館
  - 北海道開拓の村
- 雪印種苗
  - 雪印種苗園芸センター
  - 恵庭荘
  - 雪印バター誕生の記念館
  - 旧出納邸
- 札幌恵庭自転車道線（陽だまりロード）

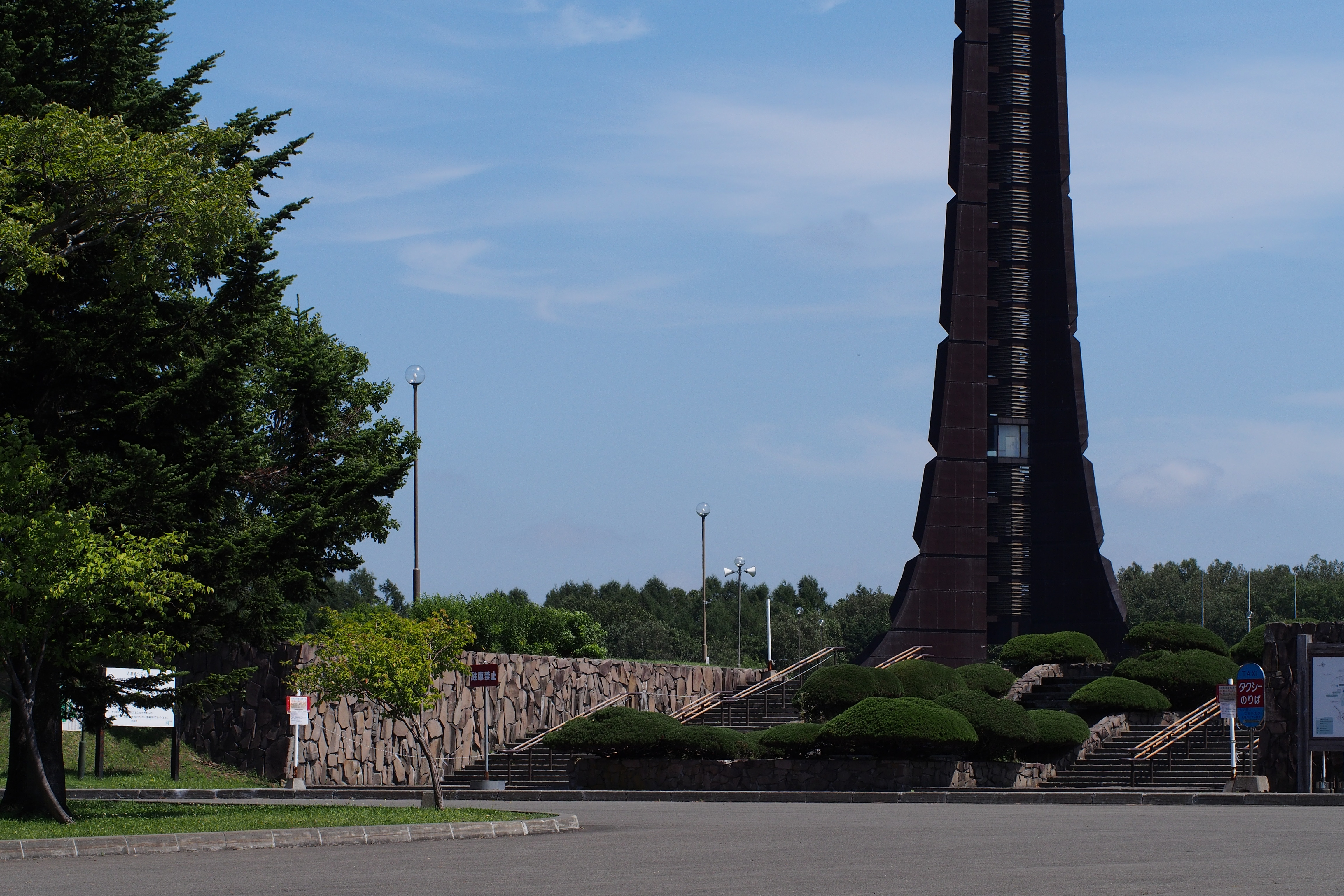
道立自然公園野幌森林公園（2014年8月）
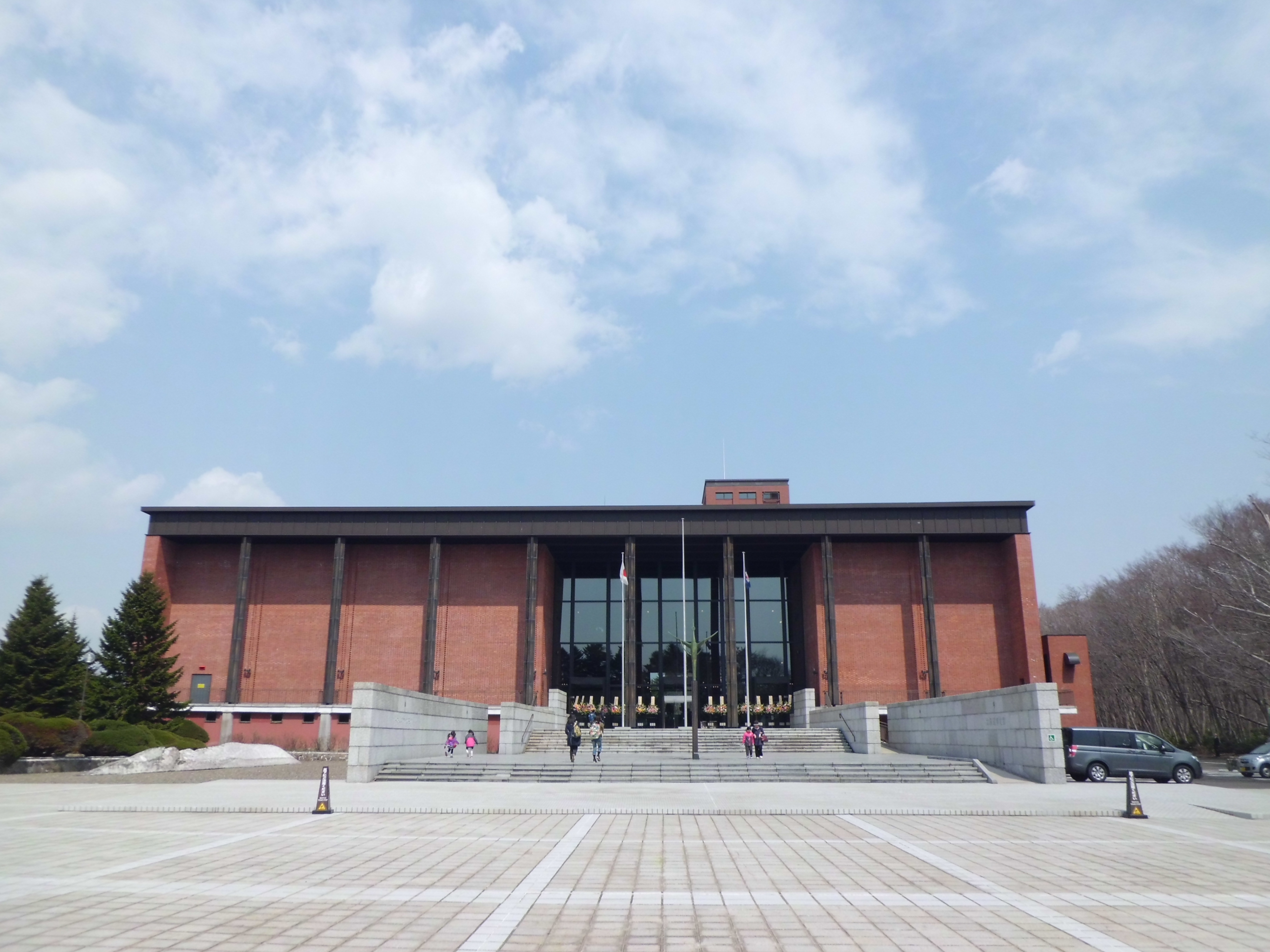
北海道博物館（2015年4月）
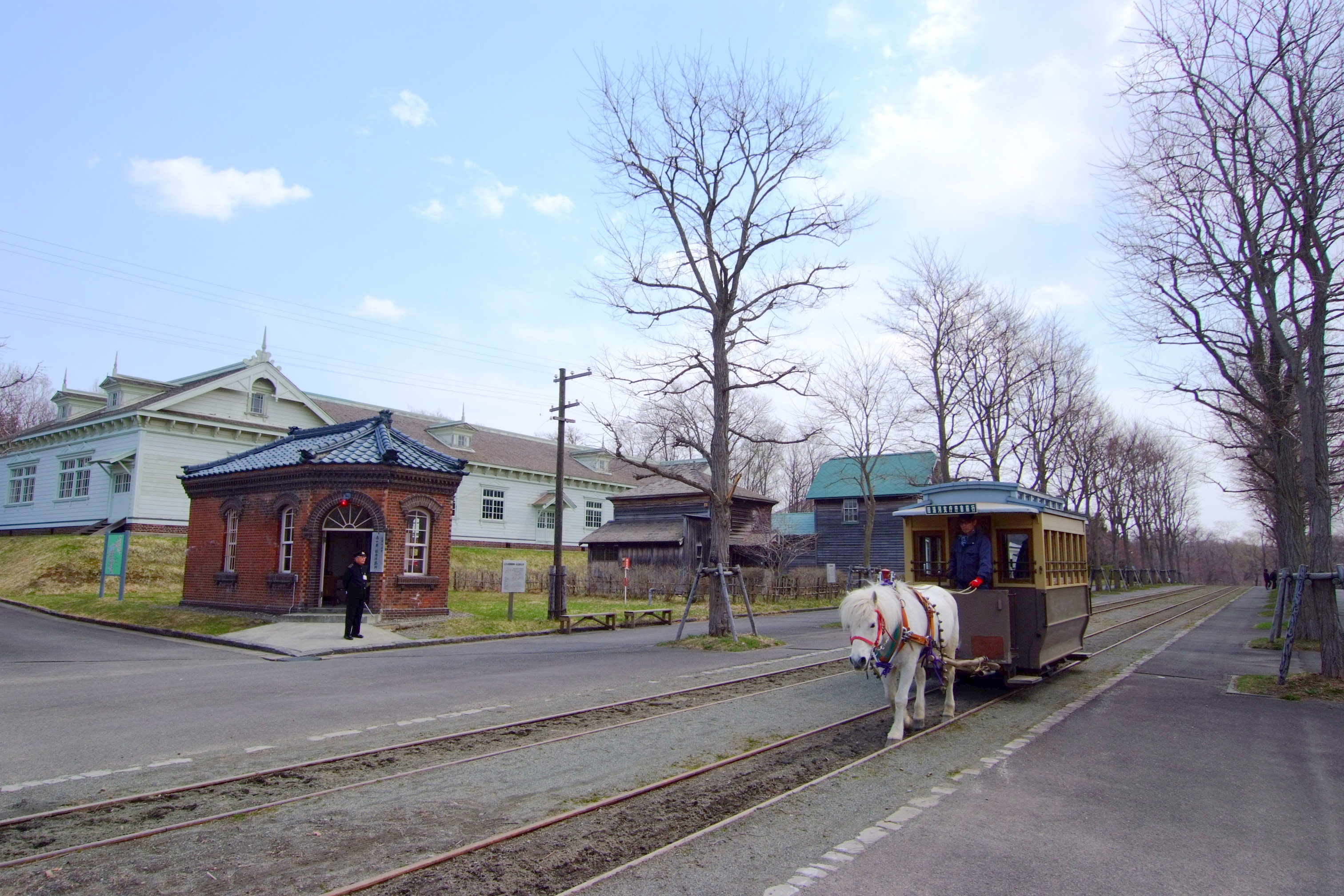
北海道開拓の村（2015年4月）
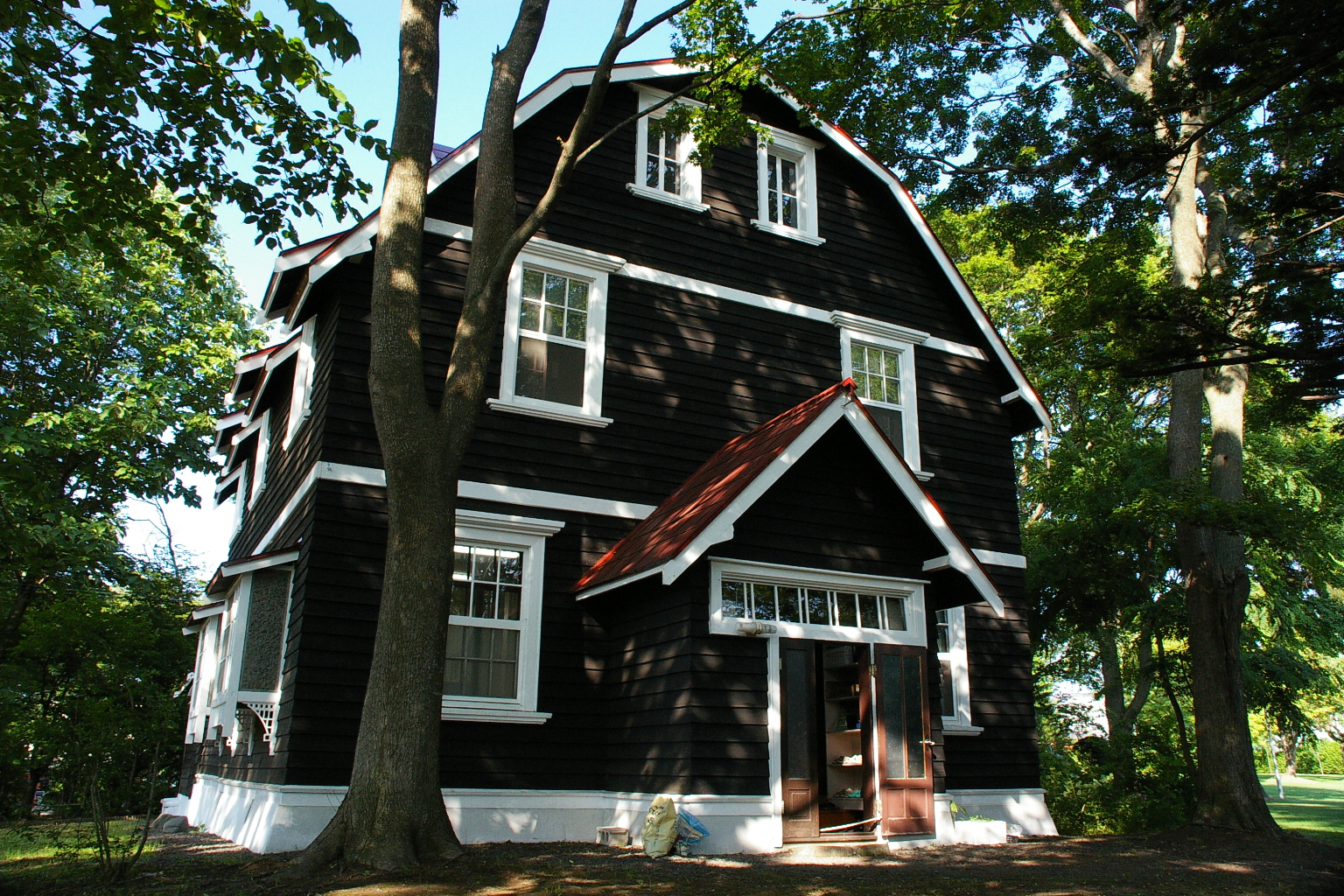
旧出納邸（2008年8月）

## 祭事・催事
- 新さっぽろ冬まつり（1月）
- あつべつ花フェスタ（春・秋開催）
- 夢市場あつべつ（5月から10月まで月1回開催）
- 桜台夏まつり（7月）
- 厚別区民まつり（7月）
- もみじ台納涼まつり(ホクノー祭り)（8月）
- 青葉町夏まつり（8月）
- 秋のふるさとまつり（9月）
- 厚別区スポーツチャレンジ（10月）

## 出身人物
50音順
- 加藤浩次（極楽とんぼメンバー）
- 工藤蓮（ホスト）
- 坂本功貴（元体操選手）
- 須藤泰司（映画プロデューサー）
- 菅原浩志（映画監督）
- 高橋春香（声優）
- 古田寛幸（プロサッカー選手）
- 堀米悠斗（プロサッカー選手）
- 本多平直（政治家）
- 村本明久（俳優）
- 山本大貴（プロ野球選手）
- 鷲田小彌太（哲学者）